# Умершие в августе 2019 года
Это список известных людей, соответствующих установленным критериям значимости (см. Википедия:Критерии значимости персоналий), умерших в августе 2019 года.
Причина смерти указывается лишь в исключительных случаях (убийство, самоубийство, гибель в результате военных действий, смертная казнь, ДТП или несчастные случаи). В остальных случаях — не указывается.

## 31 августа

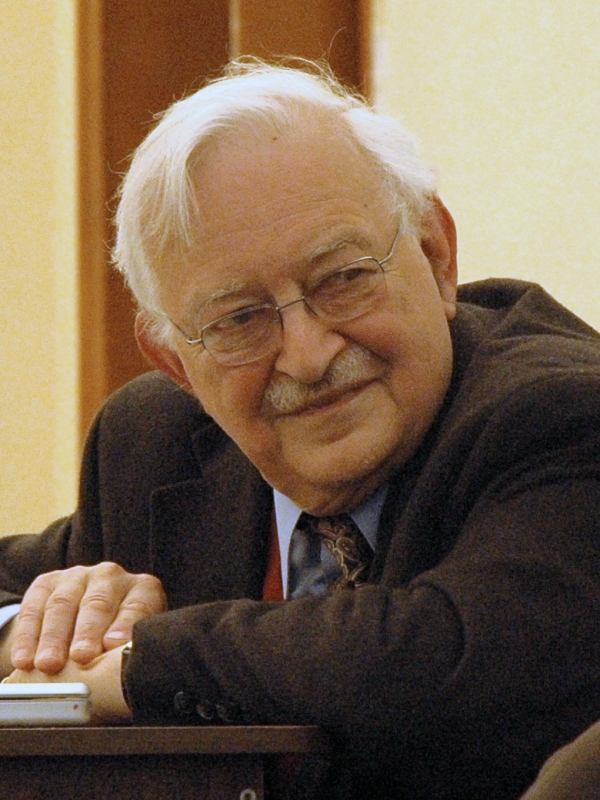
Иммануил Валлерстайн

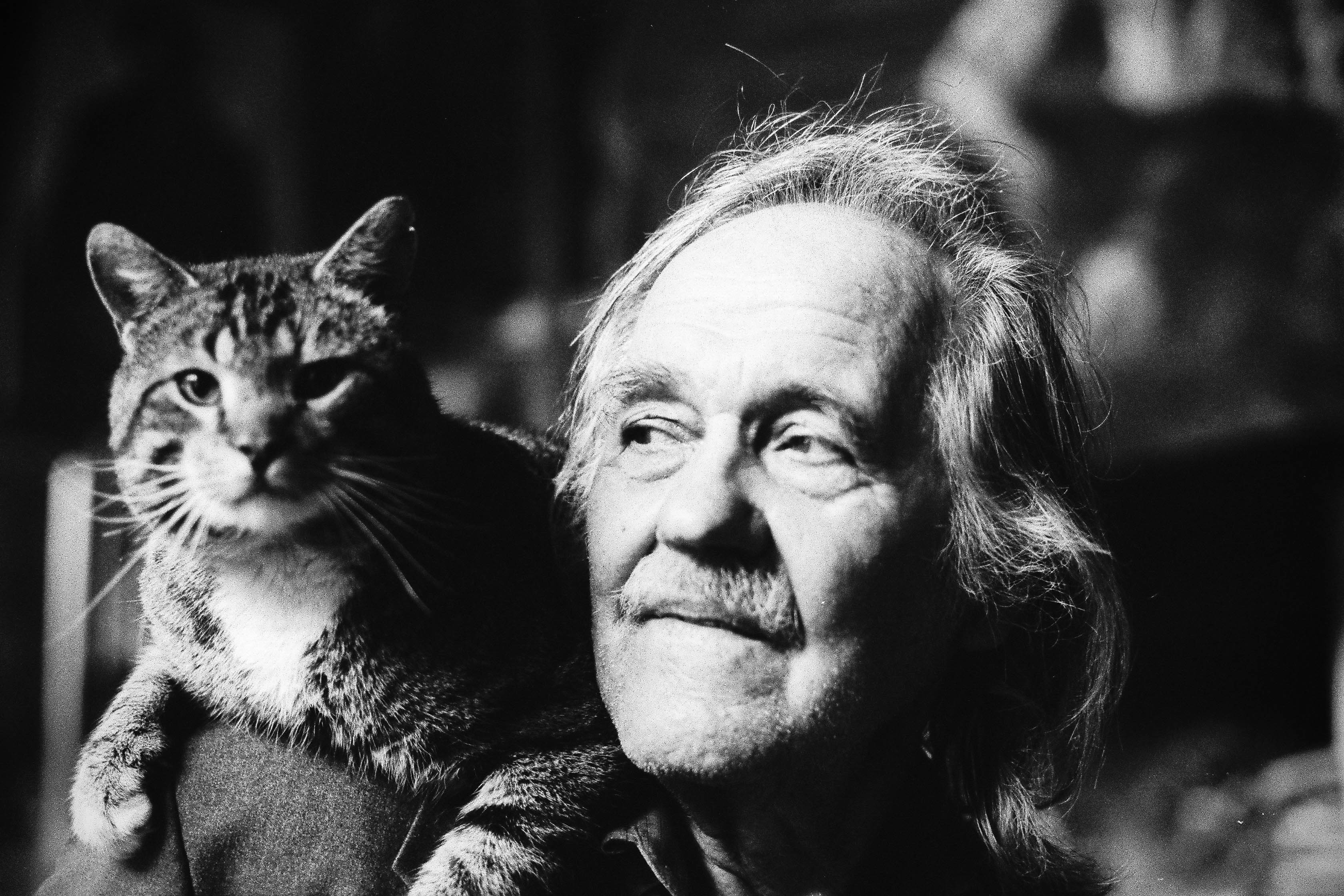
Атанас Кмеляускас

- Валлерстайн, Иммануил (88) — американский социолог и политолог[1].
- Ван Бусюань (97) — китайский учёный в области теплофизики, академик Китайской академии наук (1980)[2].
- Гайсинский, Семён Израилевич (97) — советский военно-морской деятель, контр-адмирал[3].
- Гафуров, Акмал Аббасович (83) — советский и узбекский учёный, доктор технических наук, профессор[4].
- Кмеляускас, Антанас (87) — советский и литовский художник, скульптор, график; профессор Вильнюсской художественной академии, лауреат Национальной премии Литвы[5].
- Сандмо, Агнар (81) — норвежский экономист[6].
- Юбер, Антуан (22) — французский автогонщик; авария[7].

## 30 августа

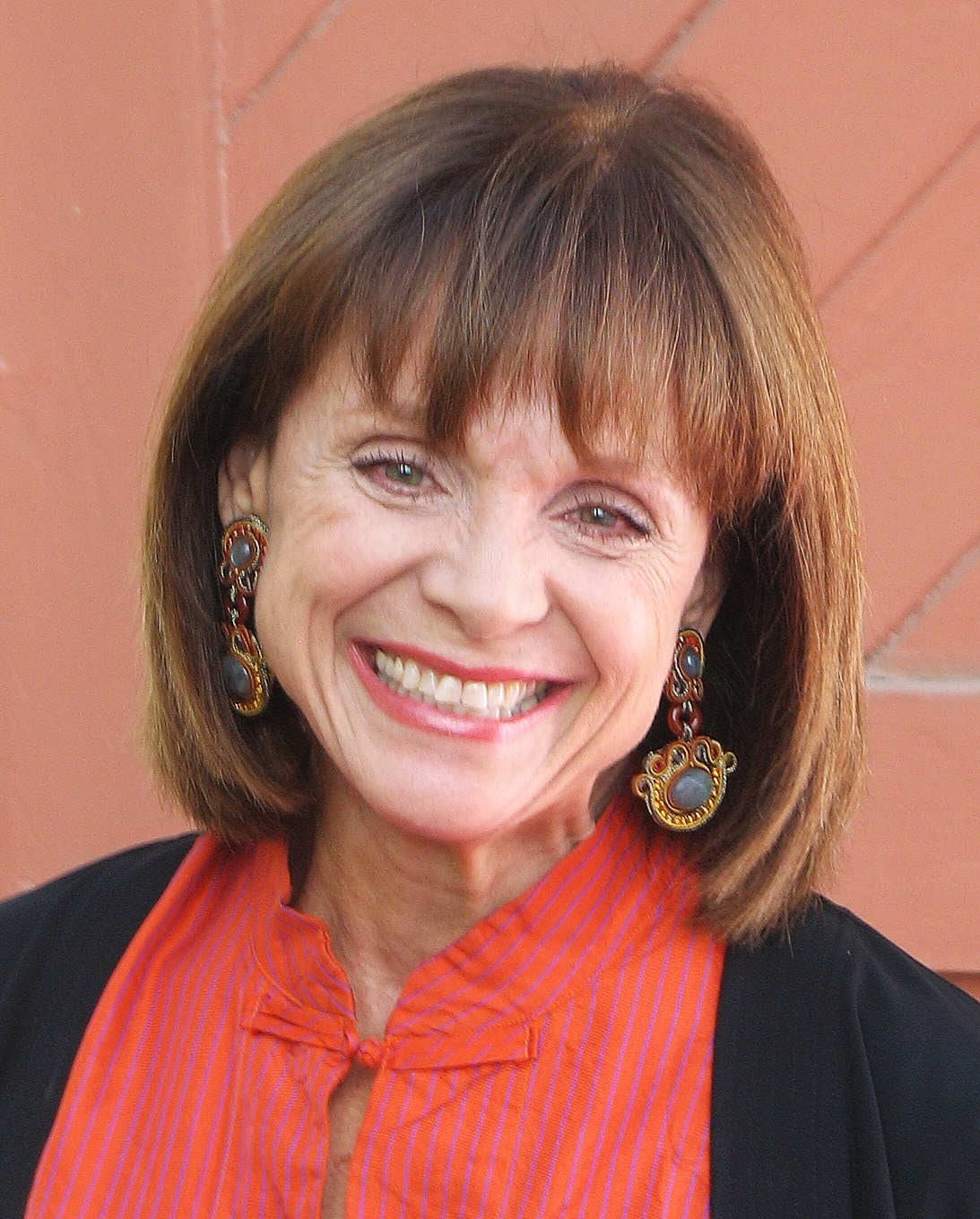
Валери Харпер

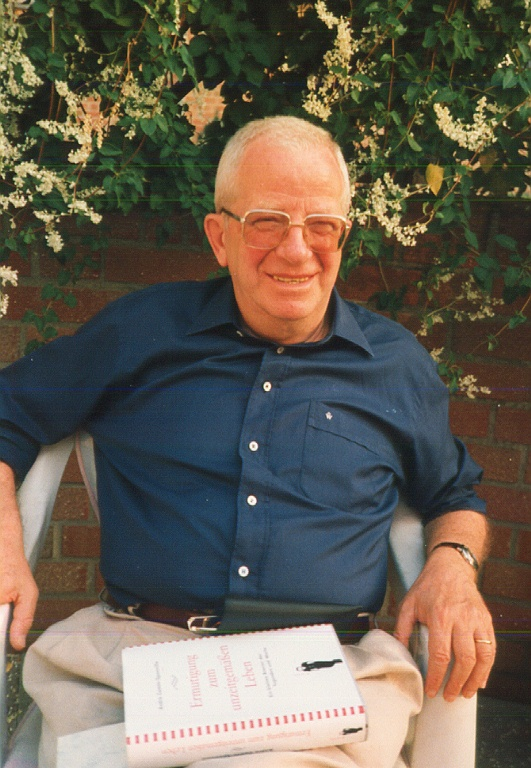
Удо Шефер

- Аллахвердов, Владимир Мнацаканович (80) — советский и российский актёр, артист Ставропольского театра драмы (с 1961 года), заслуженный артист РСФСР (1981)[8].
- Брэссак, Гордон (88) — американский сценарист анимации[9].
- Каспаров, Александр Владимирович (73) — советский и российский дипломат, Чрезвычайный и Полномочный Посол России в Центральноафриканской Республике (2005—2011)[10].
- Ковальский, Сергей Викторович (71) — российский художник[11].
- Коломбо, Франко (78) — итальянский бодибилдер, актёр и боксёр, двукратный обладатель титула «Мистер Олимпия» (1976, 1981)[12].
- Кульма, Ян (94) — польский режиссёр, музыкант, писатель и философ[13].
- Линдсэй, Марк (56) — американский актёр[14].
- Мильченко, Николай Петрович (98) — советский военачальник, первый заместитель командующего войсками Московского округа ПВО (1971—1983), генерал-лейтенант артиллерии (1972)[15].
- Орлов, Олег Петрович (88) — советский и российский детский писатель и журналист[16].
- Пак Тхэ Сон (77) — южнокорейский писатель[17].
- Петшак, Николай Леонардович (64) — российский пловец, чемпион мира по плаванию в холодной воде; несчастный случай[18].
- Русинг, Ханс[англ.] (93) — шведский бизнесмен, владелец компании Tetra Pak, иностранный член РАН (2014)[19].
- Харпер, Валери (80) — американская актриса, лауреат премий «Эмми» (1971, 1972, 1973, 1975) и «Золотой глобус» (1975)[20].
- Шенлер, Шуле Юксель (81) — турецкая писательница и борец за права женщин[21].
- Шефер, Удо (92) — немецкий юрист, религиовед и теолог[22].

## 29 августа

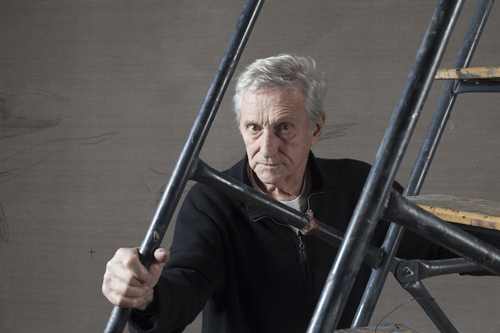
Владимир Величкович

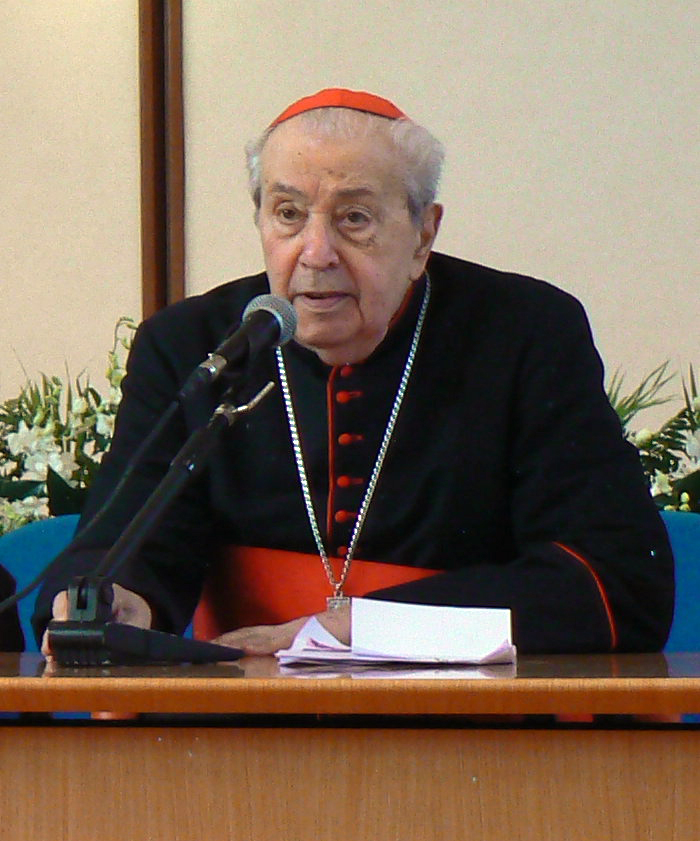
Акилле Сильвестрини

- Абакумов, Глеб Арсентьевич (81) — советский и российский химик-органик, директор Института металлоорганической химии (1988—2016), академик РАН (2000)[23].
- Барбо, Жан (74) — канадский драматург[24].
- Величкович, Владимир (84) — сербский художник, академик Сербской академии наук и искусств (1985)[25].
- Гай Иннес-Кер, 10-й герцог Роксбургский — британский аристократ, герцог Роксбург (1974—2019)[26].
- Герасимёнок, Александр Янович (85) — советский пулевой стрелок, многократный серебряный и бронзовый призёр чемпионата мира в Висбадене (1966), заслуженный мастер спорта СССР (1982)[27].
- Гринёв, Михаил Васильевич (90) — советский и российский хирург, директор СПб НИИ СП им. И. И. Джанелидзе (1984—1997), доктор медицинских наук (1970), профессор, заслуженный деятель науки Российской Федерации[28].
- Дикс, Терренс (84) — английский писатель и сценарист[29].
- Долорс Ренау, Мария (82) — испанская политическая деятельница, депутат Европейского парламента (1986—1987), президент Социалистического интернационала женщин (1999—2003)[30].
- Кокрелл, Лайла (97) — американская политическая деятельница, мэр Сан-Антонио (1975—1981, 1989—1991)[31].
- Кочар, Миклош (85) — венгерский композитор[32].
- Кяркинен, Юхани (83) — финский прыгун на лыжах с трамплина, победитель чемпионата мира по лыжным видам спорта в Лахти (1958)[33].
- Линуивер, Брэд (66) — американский писатель-фантаст[34].
- Любовный, Владимир Яковлевич (88) — советский и российский экономико-географ, доктор экономических наук (1983), академик РААСН (2013)[35].
- Назаров, Михаил Алексеевич (92) — советский и российский художник[36].
- Рунова, Вера Александровна (77) — советская и российская писательница и журналистка[37].
- Санчес Эррера, Альфонсо (73) — испанский государственный деятель, мэр Хаэна (1989—1991, 1995—1999)[38].
- Сильвестрини, Акилле (95) — итальянский кардинал, префект Конгрегации по делам Восточных Церквей и великий канцлер Папского Восточного Института (1991—2000)[39].
- Тот, Янош (88) — венгерский кинооператор и кинорежиссёр[40].
- Числов, Александр Владимирович (54) — российский актёр[41].

## 28 августа

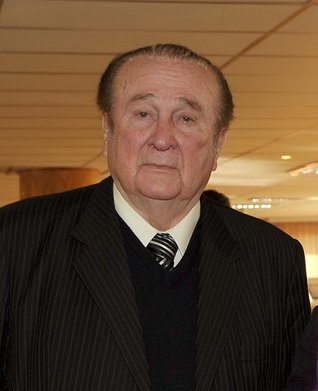
Николас Леос

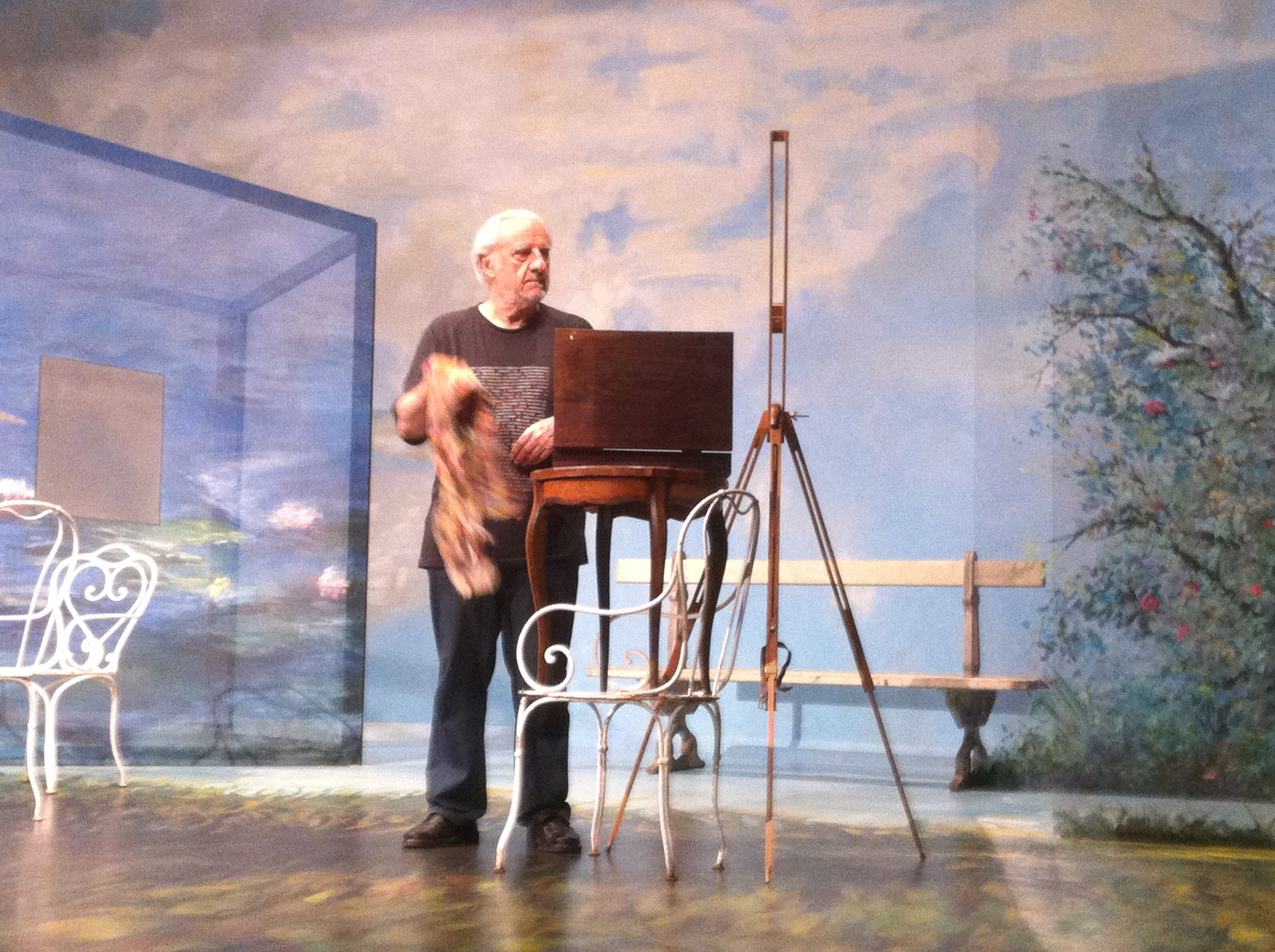
Мишель Омон

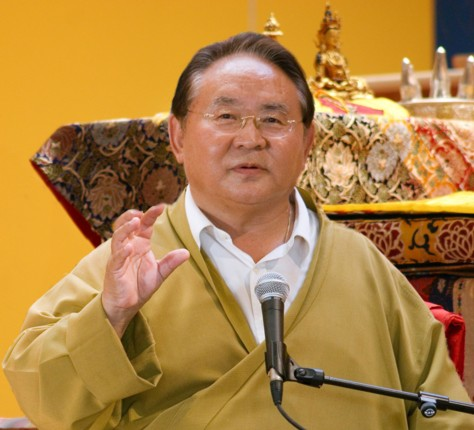
Согьял Ринпоче

- Леос, Николас (90) — парагвайский футбольный функционер, президент КОНМЕБОЛа (1986—2013)[42].
- Не Юаньцзы (98) — китайская университетская преподавательница, лидер пекинских хунвейбинов[43].
- Омон, Мишель (82) — французский актёр[44].
- Пучков, Вадим Николаевич (84) — советский и российский тренер по фехтованию, заслуженный тренер России (1995)[45].
- Согьял Ринпоче (72) — тибетский буддийский лама[46].
- Сыров, Валерий Михайлович (72) — советский футболист и тренер, обладатель Кубка СССР в составе команды «Карпаты» (Львов) (1969)[47].
- Танасенко, Людмила Сергеевна (74) — советский и российский анимационный художник-постановщик[48].
- Тост, Бруно (83) — немецкий актёр[49].
- Турбовский, Владимир Кириллович (77) — украинский флейтист[50].
- Холлоуэй, Нэнси (86) — американская джазовая певица[51].

## 27 августа

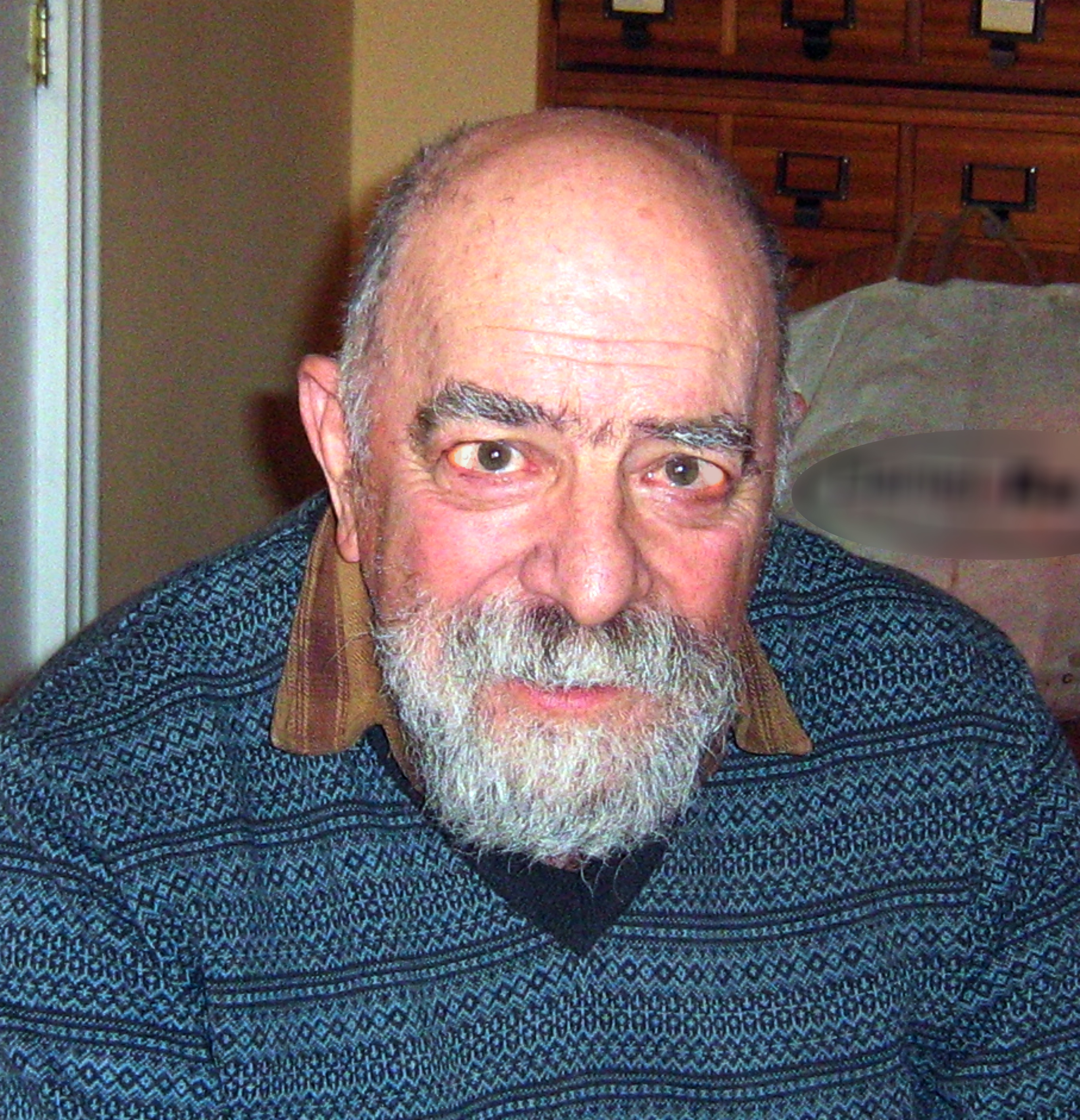
Феликс Дейч

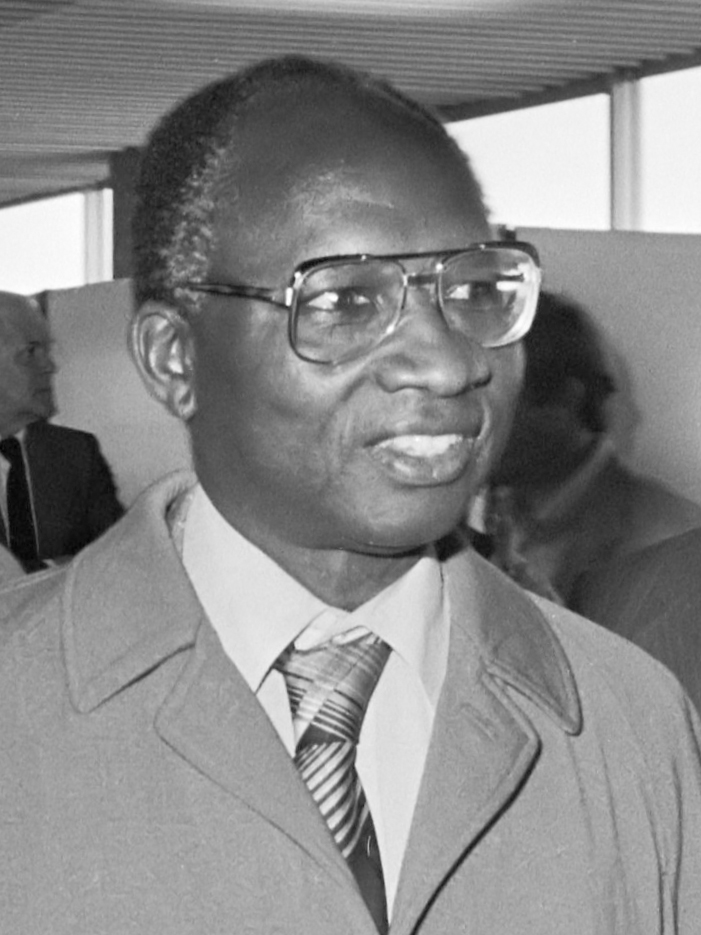
Дауда Джавара

- Бардош, Тамаш (87) — венгерский композитор и дирижёр[52].
- Беляева, Зоя Сергеевна (92) — советский и российский юрист, доктор юридических наук (1973), профессор[53].
- Вейцман, Мартин (77) — американский экономист[54].
- Виклунд, Густав (85) — финский актёр и художник[55][56].
- Дейч, Феликс Львович (82) — латвийский театральный режиссёр[57].
- Джавара, Дауда Кайраба (95) — гамбийский государственный деятель, премьер-министр (1962—1970), президент Гамбии (1970—1994)[58].
- Дрилёв, Алексей Алексеевич (80) — советский и российский художник[59].
- Зябликова, Евгения Фёдоровна (99) — советский сельскохозяйственный деятель, директор совхоза, Герой Социалистического Труда (1966)[60].
- Колесников, Леонид Фёдорович (88) — ректор НГПИ (1975—1981), доктор педагогических наук, профессор[61].
- Коэн-Оргад, Игаль (81) — израильский государственный деятель, депутат кнессета (1977—1988), министр финансов (1983—1984)[62].
- Лемперт, Кароль (94) — венгерский химик, академик Венгерской академии наук (1982)[63].
- Лоренте, Герман (86) — испанский режиссёр и сценарист[64] .
- Мадрелль, Филипп (82) — французский государственный деятель, сенатор (с 1980 года), президент Генерального совета Жиронды (1988—2015)[65].
- Мальцева, Людмила Васильевна (69) — советская и российская киноактриса, заслуженная артистка России[66].
- Мацусита, Син (115) — японская долгожительница[67].
- Мегер, Пол (90) — канадский хоккеист, обладатель Кубка Стэнли (1953) в составе «Монреаль Канадиенс»[68].
- Оздемир, Селахаттин (56) — турецкий музыкант[69].
- Пак Хань-Йонг (68) — южнокорейский бизнесмен, президент POSCO с 2012 года[70].
- Чжан Цзун (90) — китайский физик, академик Китайской академии наук (1980)[71].

## 26 августа

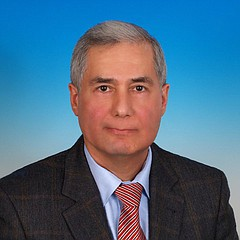
Ришат Абубакиров

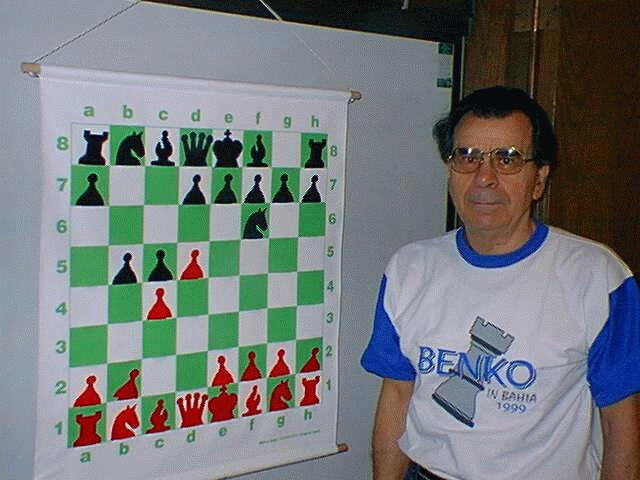
Пал Бенко

- Абубакиров, Ришат Фазлутдинович (60) — российский государственный деятель, депутат Государственной думы (2011—2016)[72].
- Бенко, Пал (91) — американский шахматист, гроссмейстер (1958)[73].
- Берлинер, Макс (99) — аргентинский актёр[74].
- Ефремов, Юрий Николаевич (82) — советский и российский астроном, доктор физико-математических наук (1983), профессор[75].
- Иерофей (Гарифалос) (85) — епископ Элладской православной церкви, митрополит Лемноса (с 1988 года)[76].
- Касаль, Нил (50) — американский рок-гитарист, композитор, певец и фотограф[77].
- Керр, Иан (54) — канадский юрист[78].
- Кларк, Колин (35) — американский футболист («Колорадо Рэпидз», «Хьюстон Динамо», «Лос-Анджелес Гэлакси»)[79].
- Конрад, Ричард (84) — американский оперный певец[80].
- Костюченко, Александр Кузьмич (61) — белорусский театральный художник, главный художник Большого театра Беларуси (с 2009 года)[81].
- Ксюнин, Юлий Порфирьевич (105) — советский моряк-подводник, капитан 1-го ранга (2000)[82].
- Леонов, Геннадий Валентинович (71) — директор БТИ АлтГТУ (1988—2015), доктор технических наук, профессор[83].
- Толедо, Изабель (59) — американский дизайнер[84].
- Хенвуд, Рэй (82) — новозеландский актёр[85][86].
- Чэнь Цзяюн (97) — китайский учёный в области химического машиностроения, академик Китайской академии наук (1980)[87].
- Юсафи, Мир Танха (64) — пакистанский писатель и поэт[88].

## 25 августа

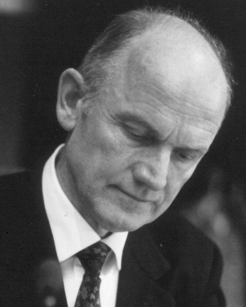
Фердинанд Пиех

- Асадзаде, Дариуш (95) — иранский киноактёр[89].
- Васюченко, Пётр Васильевич (60) — советский и белорусский писатель, литературовед, критик, драматург, эссеист[90] Архивная копия от 25 августа 2019 на Wayback Machine.
- Волтьер, Лодевейк (89) — нидерландский астроном, иностранный член РАН (1994)[91].
- Гольдштейн, Джонатан (50) — британский композитор; авиакатастрофа[92].
- Дель Мар, Хулио (75) — колумбийский актёр[93].
- Мецаев, Ирбек Знаурович (83) — советский государственный деятель, заместитель председателя Президиума Верховного Совета РСФСР и председатель Президиума Верховного Совета Северо-Осетинской АССР (1987—1990)[94].
- Мона Лиза (97) — филиппинская актриса[95][96].
- Монро, Бернар (83) — французский гребец академического стиля победитель чемпионата мира по академической гребле в Люцерне (1962)[97].
- Пиех, Фердинанд (82) — австрийский менеджер, председатель правления (1993—2002) и наблюдательного совета (2002—2015) концерна «Фольксваген»[98].
- Сныцерев, Василий Иванович (90) — советский и российский государственный деятель, генерал-майор внутренней службы[99].
- Степанова, Антонина Яковлевна (92) — советский и российский художник по стеклу, народный художник РСФСР (1984), почётный член РАХ[100].
- Хомский, Игорь Исидорович (42) — российский кинорежиссёр; ДТП[101].
- Янг, Фернанда (49) — бразильская актриса и сценарист[102].

## 24 августа

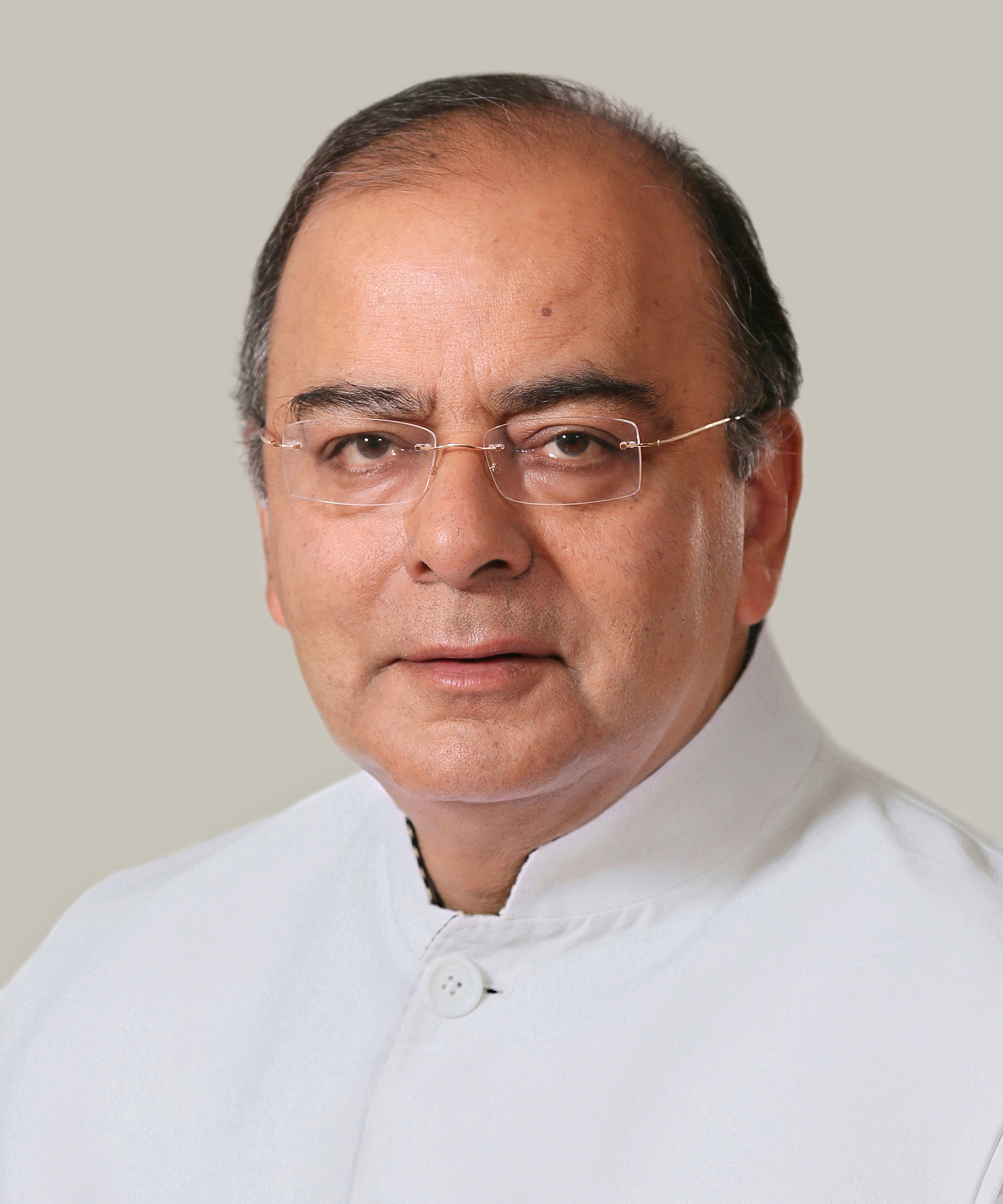
Арун Джетли

- Джетли, Арун (66) — индийский государственный деятель, министр обороны (2014, 2017) и министр финансов Индии (2014—2019)[103].
- Кемпаду, Питер (92) — гайанский писатель[104].
- Крейденко, Владимир Семёнович (88) — советский и российский библиотековед, доктор педагогических наук (1988), профессор (1990)[105].
- Риттенберг, Сидни (98) — американский журналист и китайский лингвист[106].
- Скурлатов, Юрий Иванович (77) — советский и российский физикохимик и тренер, доктор химических наук (1981), профессор (1992), главный тренер сборной России по скалолазанию (с 2007 года)[107].
- Стругарь, Владо (96) — югославский и сербский историк[108].
- Хорн, Эндрю (66) — американский режиссёр и сценарист[109].

## 23 августа

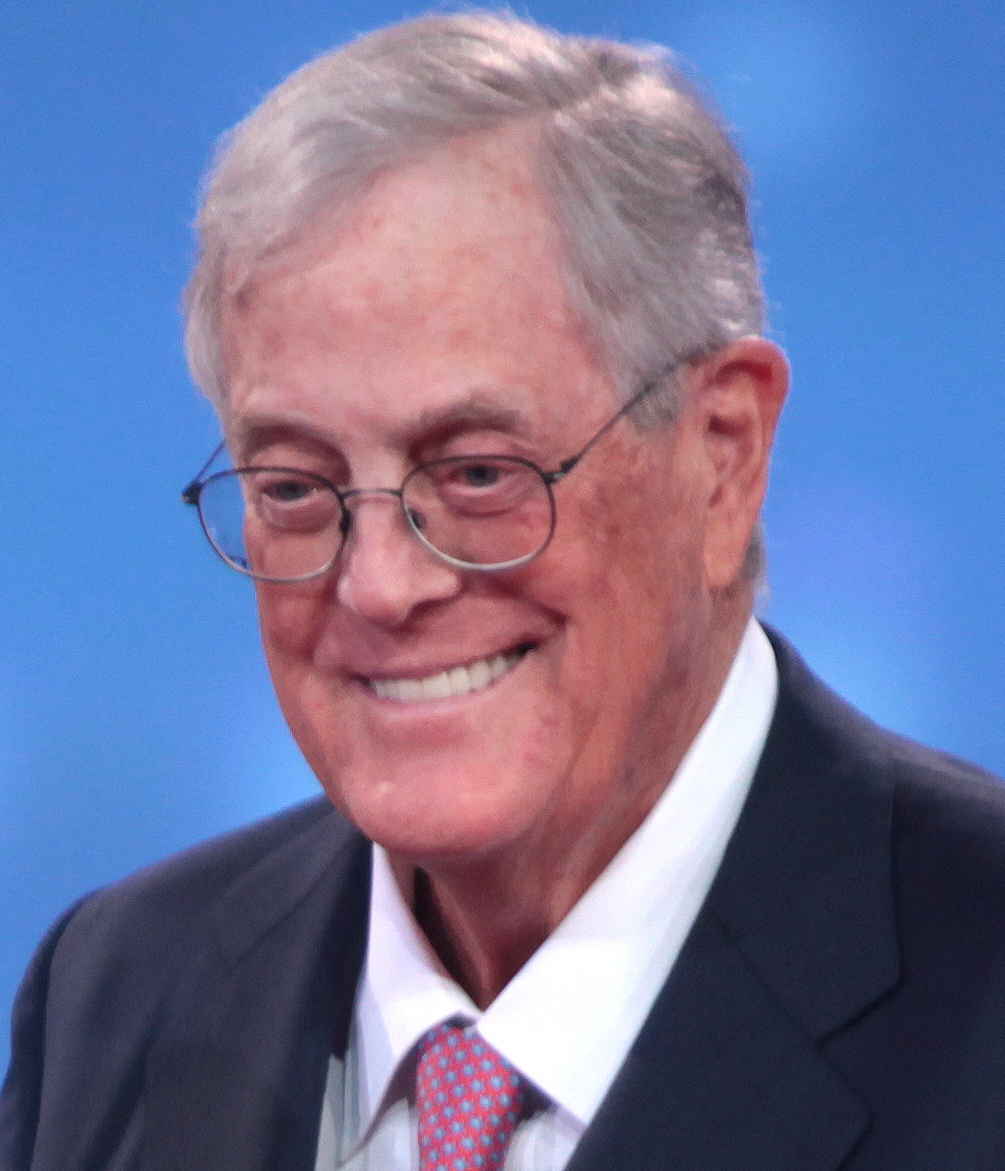
Дэвид Кох

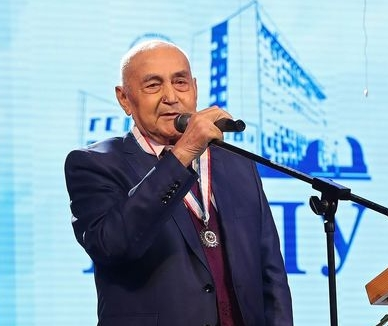
Февзи Якубов

- Арутюнян, Юрий Аршакович (75) — советский и армянский композитор, заслуженный деятель искусств Армении (2012)[110].
- Бонфанте, Ларисса (88) — американский лингвист и археолог[111].
- Брайант, Клора (92) — американский джазовый трубач[112].
- Вавакин, Леонид Васильевич (87) — советский и российский архитектор, главный архитектор Москвы (1987—1996), академик РААСН (1992), академик РАХ (1995)[113].
- Ведышев, Михаил Васильевич (64) — советский и российский кинорежиссёр, художник, сценарист, прозаик[114].
- Давидовски, Марио (85) — аргентинский композитор[115].
- Дансоко, Амат (82) — сенегальский политический и государственный деятель, генеральный секретарь Партии независимости и труда, министр городского планирования и жилищного строительства (1991—1995, 2000)[116].
- Данюшин, Игорь Михайлович (76) — советский и российский актёр, артист театра «Самарт» (c 1977 года), заслуженный артист Российской Федерации (1995)[117].
- Делле Пьяне, Карло (83) — итальянский актёр.
- Жункейра, Кито (71) — бразильский актёр[118][119].
- Иванов, Алексей Александрович (83) — советский военный инженер, первый заместитель начальника Инженерных войск Министерства обороны СССР (1987—1991), генерал-лейтенант (1987)[120].
- Костенко, Константин Станиславович (53) — российский драматург и сценарист[121].
- Кох, Дэвид (79) — американский инженер и предприниматель[122].
- Стифел, Шила (84) — южноафриканская актриса[123][124].
- Тиль, Вальтер (70) — немецкий химик, президент Всемирной ассоциации теоретических и компьютерных химиков с 2011 года[125].
- Циммерман, Эгон (80) — австрийский горнолыжник, чемпион зимних Олимпийских игр в Инсбруке (1964), чемпион мира (1962; Шамони, Франция)[126].
- Шенкер, Александр (94) — американский славист[127].
- Шукуров, Эмиль Джапарович (81) — киргизский эколог, доктор географических наук, профессор[128].
- Якубов, Февзи Якубович (81) — ректор КИПУ (1993—2016), доктор технических наук (1984), профессор (1985), Герой Украины (2004)[129].

## 22 августа

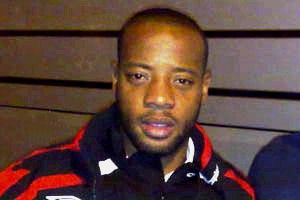
Джуниор Агого

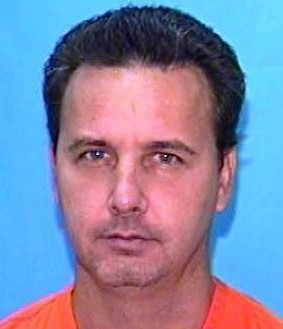
Гарри Боулс

- Агого, Джуниор (40) — ганский футболист, нападающий, бронзовый призёр Кубка африканских наций (2008)[130].
- Арцруни, Варткез Багратович (77) — советский и российский государственный деятель, заместитель председателя Совета Министров Армянской ССР[131].
- Боулс, Гэри (57) — американский серийный убийца; казнён[132].
- Власов, Виктор Васильевич (65) — советский и российский актёр театра и кино, артист Московского театра имени Маяковского (1974—2014), заслуженный артист Российской Федерации (2004)[133].
- Гарофало, Франко (73) — итальянский актёр, более известный под своим псевдонимом — Френк Гарфилд[134].
- Живов, Юрий Викторович (61) — советский и российский переводчик-синхронист кино[135].
- Зайцев, Виктор Дмитриевич (68) — советский и российский музыкальный продюсер[136].
- Иманбеков, Ильич (22) — киргизский футболист («Академия-Лидер»); ДТП[137].
- Логвиновский, Виталий Степанович (78) — советский и российский актёр, артист Калужского драмтеатра (с 1974 года), народный артист Российской Федерации (2006)[138].
- Ниссалке, Том (87) — американский баскетбольный тренер[139].
- О’Нил, Джерард (76) — американский журналист, лауреат Пулитцеровской премии (1972)[140].
- Пантелеимон (Романовский) (67) — епископ Украинской православной церкви (Московского патриархата)[141].
- Фишер, Тим (73) — австралийский государственный деятель, лидер Национальной партии Австралии (1990—1999), заместитель премьер-министра, министр торговли Австралии (1996—1999)[142].

## 21 августа

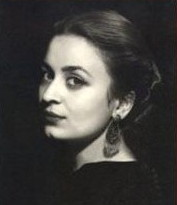
Дина бинт Абдул-Хамид

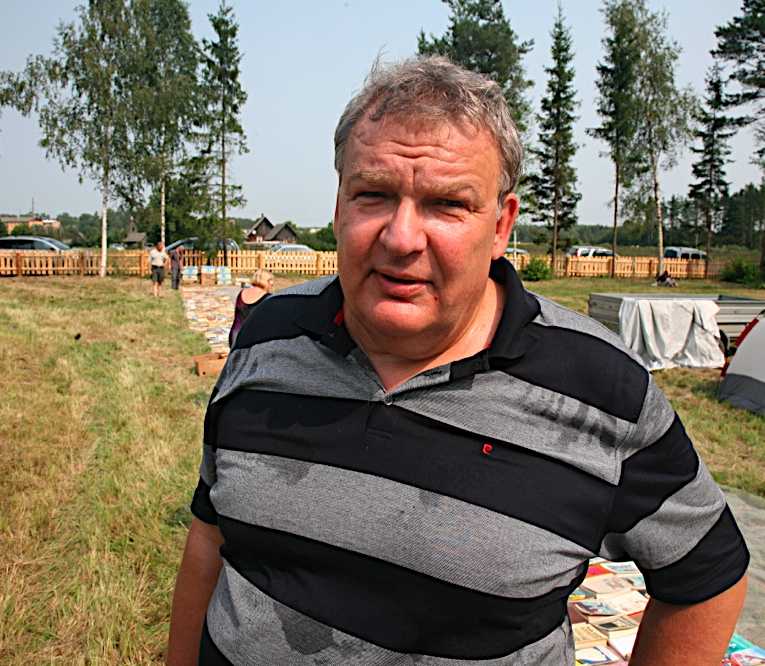
Маргус Лейво

- Анцупов, Александр Яковлевич (95) — участник Великой Отечественной войны, Герой Советского Союза (1943)[143].
- Гаур, Бабулал (89) — индийский государственный деятель, главный министр штата Мадья-Прадеш (2004—2005)[144].
- Гурбанов, Магеррам (60) — азербайджанский актёр[145].
- Дайнеко, Леонид Мартинович (79) — белорусский писатель, поэт[146].
- Дина бинт Абдул-Хамид (89) — королева-консорт Иордании (1955—1957)[147].
- Крокер, Норма (84) — австралийская легкоатлетка, чемпионка летних Олимпийских игр в Мельбурне (1956)[148].
- Курган, Илья Львович (93) — белорусский диктор радио и телевидения, заслуженный артист Белорусской ССР (1968)[149] Архивная копия от 21 августа 2019 на Wayback Machine.
- Лейво, Маргус (65) — эстонский политический деятель, министр внутренних дел Эстонии (2003—2005)[150].
- Мику, Василий Ефимович (80) — советский и молдавский генетик растений, член-корреспондент ВАСХНИЛ (1991—1992), иностранный член РАСХН (1992—2014), иностранный член РАН (2014)[151].
- Нуждихин, Григорий Иванович (92) — советский и российский организатор производства, заместитель министра угольной промышленности СССР (1978—1990)[152].
- Перкинс, Джек (85) — американский телеведущий[153].
- Пешкин, Владимир Александрович (79) — советский и российский театральный педагог и актёр МХАТ[154].
- Пинья, Челсо (66) — мексиканский певец, аккордеонист и композитор[155].
- Скиннер, Брайан Дж (90) — австралийский и американский экономический геолог и геохимик.
- Стендаль, Курт (68) — датский футболист и тренер[156].
- Тимербаев, Роланд Махмутович (91) — советский и российский дипломат, Чрезвычайный и Полномочный Посол, постпред СССР и России при международных организациях в Вене (1988—1992), доктор исторических наук (1982), профессор[157].
- Торелли, Инес (88) — швейцарская актриса[158].
- Хан, Йоахим[нем.] (94) — немецкий ветеринар-репродуктолог, иностранный член ВАСХНИЛ (1985), иностранный член РАСХН (1992), иностранный член РАН (2014)[159]

## 20 августа

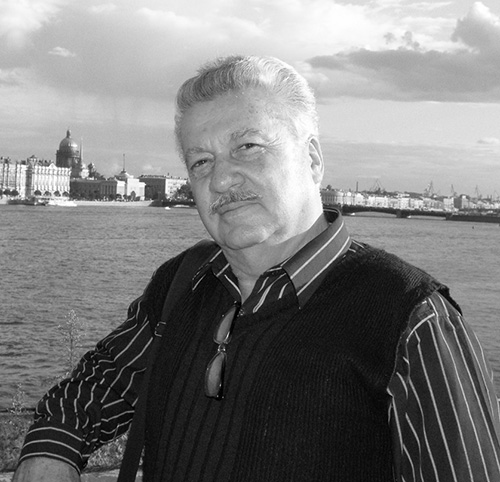
Боча Аджинджал

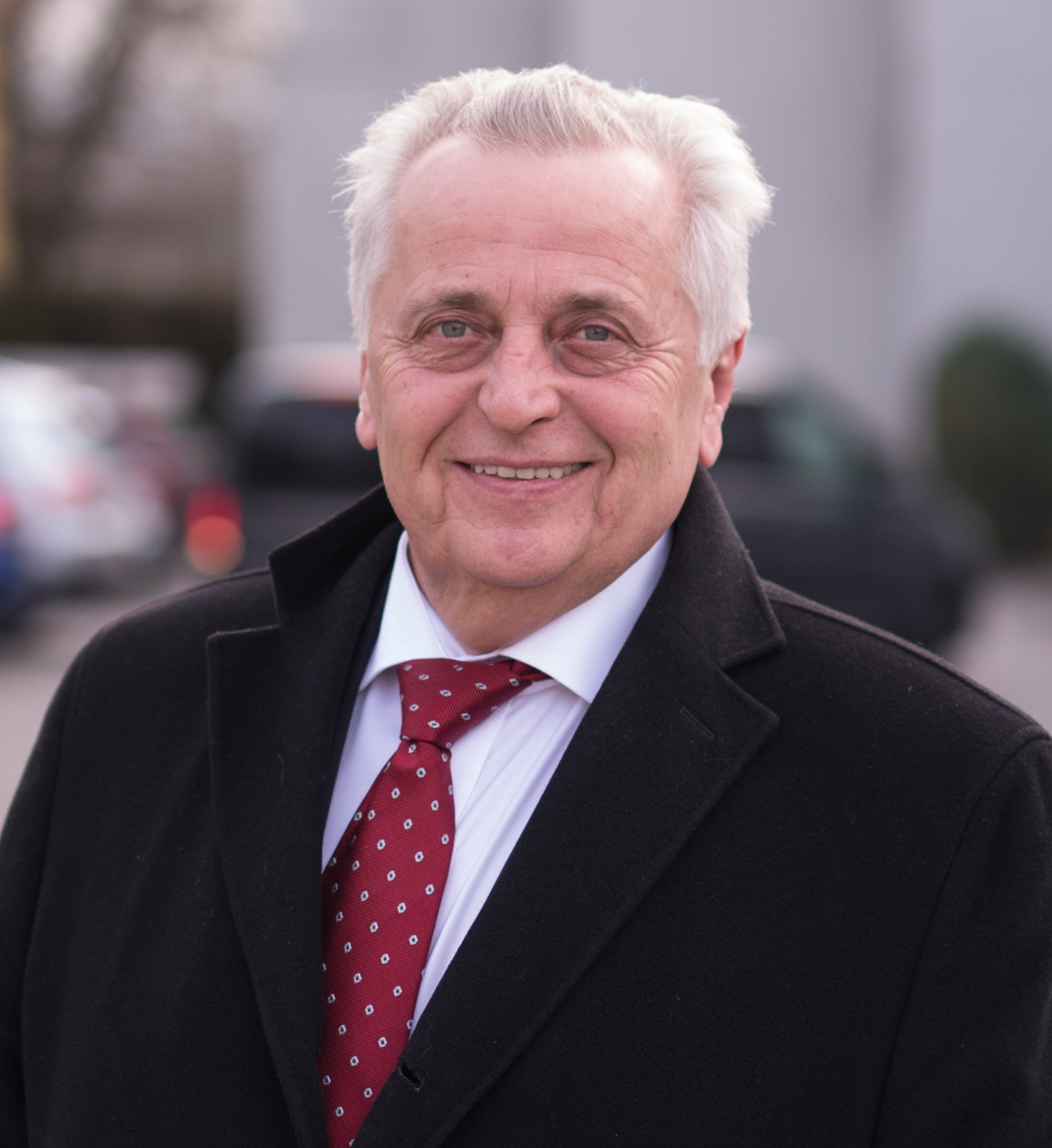
Рудольф Хундсторфер

- Абрамов, Михаил Юрьевич (55) — российский предприниматель, основатель Музея русской иконы, почётный член РАХ (2018); авиакатастрофа[160].
- Агибалов, Алексей Александрович (78) — киргизский музыкант-гитарист, композитор, художник[161].
- Аджинджал, Боча Миджитович (81) — советский и абхазский искусствовед[162].
- Акимкулов, Еркинбай (81) — казахский писатель[163].
- Вимс, Келси (51) — американский баскетболист[164].
- Крамарж, Рудольф (89) — чешский кардиохирург, проводивший операции по пересадке сердца[165].
- Лариоса, Эрнесто (74) — филиппинский писатель и поэт[166].
- Назарова, Александра Ивановна (79) — советская и российская актриса театра и кино, артистка Театра имени Ермоловой (с 1965 года), народная артистка Российской Федерации (2001)[167].
- Пуржицкий, Ян (71) — польский сценарист[168].
- Рейс, Лико (73) — мексиканский и американский актёр[169].
- Ристер, Фред (58) — французский музыкант и композитор[170].
- Роот, Андрей Александрович (91) — советский и российский журналист, доктор филологических наук, профессор кафедры журналистики КФУ[171].
- Сигел, Ларри (93) — американский сценарист[172].
- Федотов, Сергей Александрович (88) — советский и российский вулканолог и сейсмолог, директор ИВиСа (1971—2004), академик РАН (1992)[173].
- Хундсторфер, Рудольф (67) — австрийский государственный деятель, министр труда, социальных дел и защиты прав потребителей (2008—2016)[174].

## 19 августа

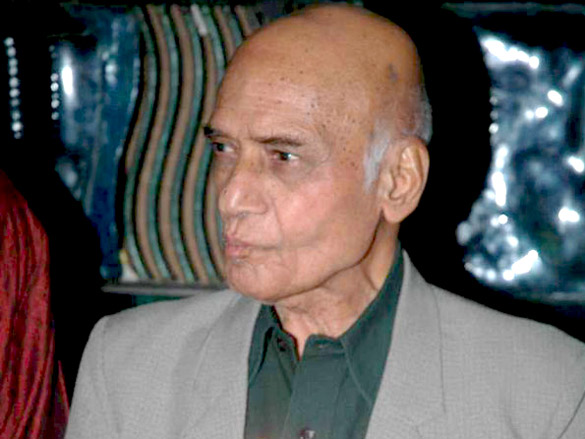
Мохаммед Хайям

- Александер, Джеймс Р. (88) — американский звукорежиссёр[175].
- Большакова, Капитолина Кирилловна (94) — советская и российская поэтесса[176].
- Ганчев, Жорж (79) — болгарский саблист и политический деятель[177].
- Дурсун, Ахмет Халук (62?) — турецкий историк и писатель, заместитель министра культуры и туризма, ДТП[178].
- Завалишин, Юрий Кузьмич (86) — генеральный директор ЭМЗ «Авангард» (1990—2000), доктор технических наук, профессор[179].
- Коннертон, Пол (79) — британский социолог, профессор социальной антропологии Кембриджского университета (о смерти объявлено в этот день)[180].
- Ларсен, Ларс (71) — датский бизнесмен[181].
- Летичевский, Александр Адольфович (84) — советский и украинский кибернетик, академик НАНУ (2009)[182].
- Лобачёв, Анатолий Леонидович (80) — советский и белорусский тренер по тяжёлой атлетике, заслуженный тренер СССР (1984)[183].
- Маковский, Збигнев (89) — польский художник[184].
- Мишра, Джаганнат (82) — индийский государственный деятель, главный министр штата Бихар (1975—1977, 1980—1983, 1989—1990)[185].
- Мызников, Василий Владимирович (95) — советский и российский хозяйственный и общественный деятель.
- Рафф-О’Херн, Ян (96) — австралийская правозащитница[186].
- Образцов, Владимир Иванович (79) — советский и российский архитектор[187].
- Острягин, Анатолий Иванович (69) — российский государственный деятель, депутат Государственной Думы Российской Федерации V созыва (2007—2011)[188].
- Пертикароли, Серджо (89) — итальянский пианист[189].
- Рубинштейн, Давид (86) — американский социальный историк (о смерти объявлено в этот день)[190].
- Тейлор, Сэмюэл (77) — американский гитарист (Canned Heat)[190].
- Хайям, Мохаммед Захир (92) — индийский кинокомпозитор[191].
- Хуссейн, Закир (85) — пакистанский хоккеист на траве, серебряный призёр летних Олимпийских игр в Мельбурне (1956), чемпион летних Олимпийских игр в Мехико (1968)[192].
- Чиньери, Козимо (80) — итальянский актёр[193].

## 18 августа

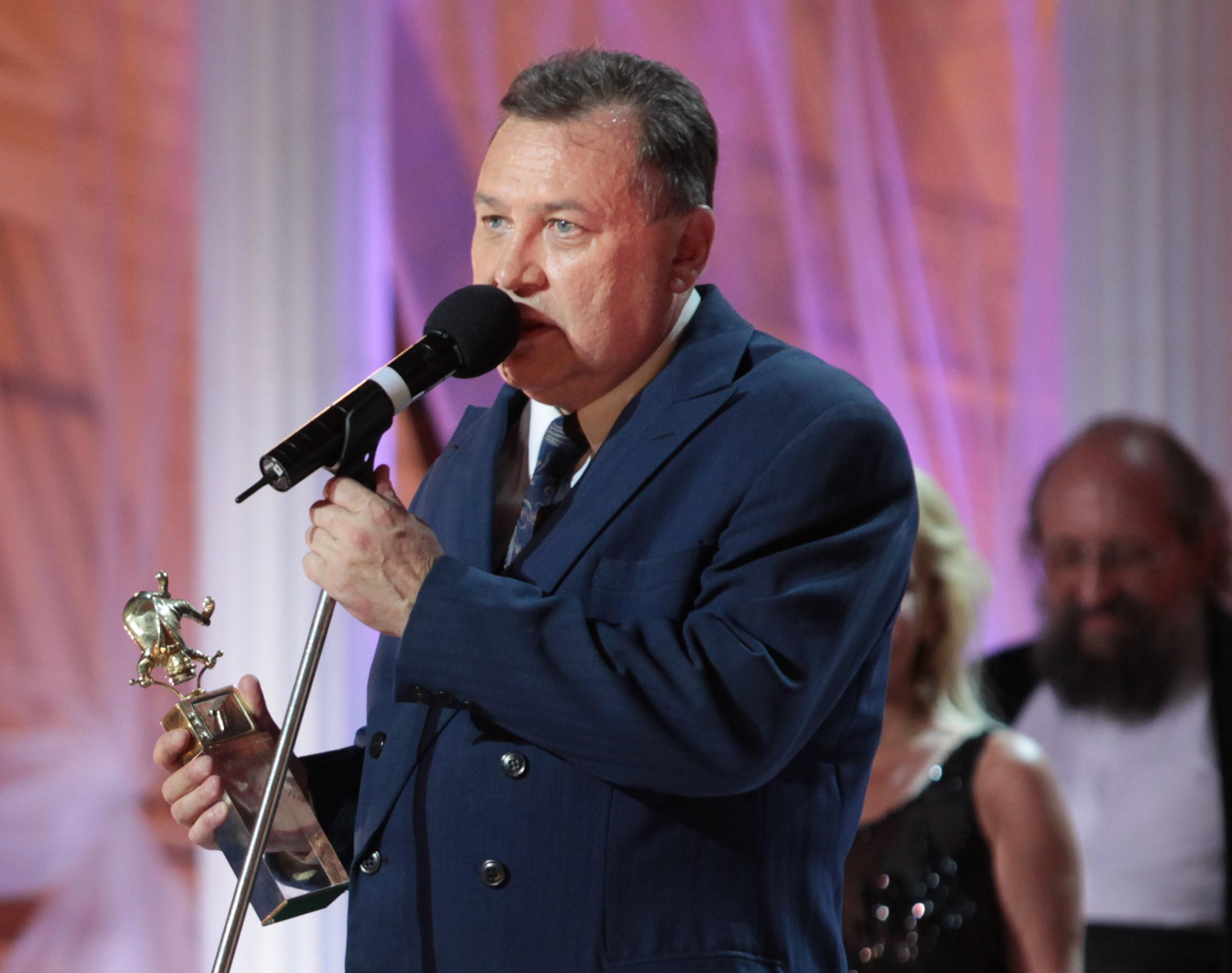
Александр Чистяков

- Бланко, Кэтлин Бабино (76) — американский государственный деятель, губернатор Луизианы (2004—2008)[194].
- Бужевич, Анджей (84) — польский актёр[195].
- Воловой, Григорий Павлович (64) — российский журналист[196].
- Золотухин, Сергей Николаевич (58) — российский биотехнолог, доктор биологических наук, профессор, декан факультета ветеринарной медицины и биотехнологии УлГАУ[197].
- Либеропулос, Димитрис (95) — греческий журналист[198].
- Нава, Тельма (86) — мексиканская поэтесса[199].
- Оуко, Роберт (70) — кенийский бегун, чемпион летних Олимпийских игр в Мюнхене (1972)[200].
- Пасо, Энкарна (88) — испанская актриса кино и телевидения[201].
- Романов, Михаил Борисович (68) — советский и российский трубач, заслуженный артист Российской Федерации (2002); несчастный случай[202].
- Сомех, Сассон (86) — израильский писатель и переводчик[203].
- Фрошауэр, Хельмут (85) — австрийский дирижёр[204].
- Ханна, Джилиан (75) — ирландская актриса[205].
- Чистяков, Александр Николаевич (62) — российский пародист, юморист и певец[206].
- Щетинин, Валентин Дмитриевич (86) — советский и российский экономист, доктор экономических наук, профессор, заслуженный деятель науки Российской Федерации (1996)[207].

## 17 августа

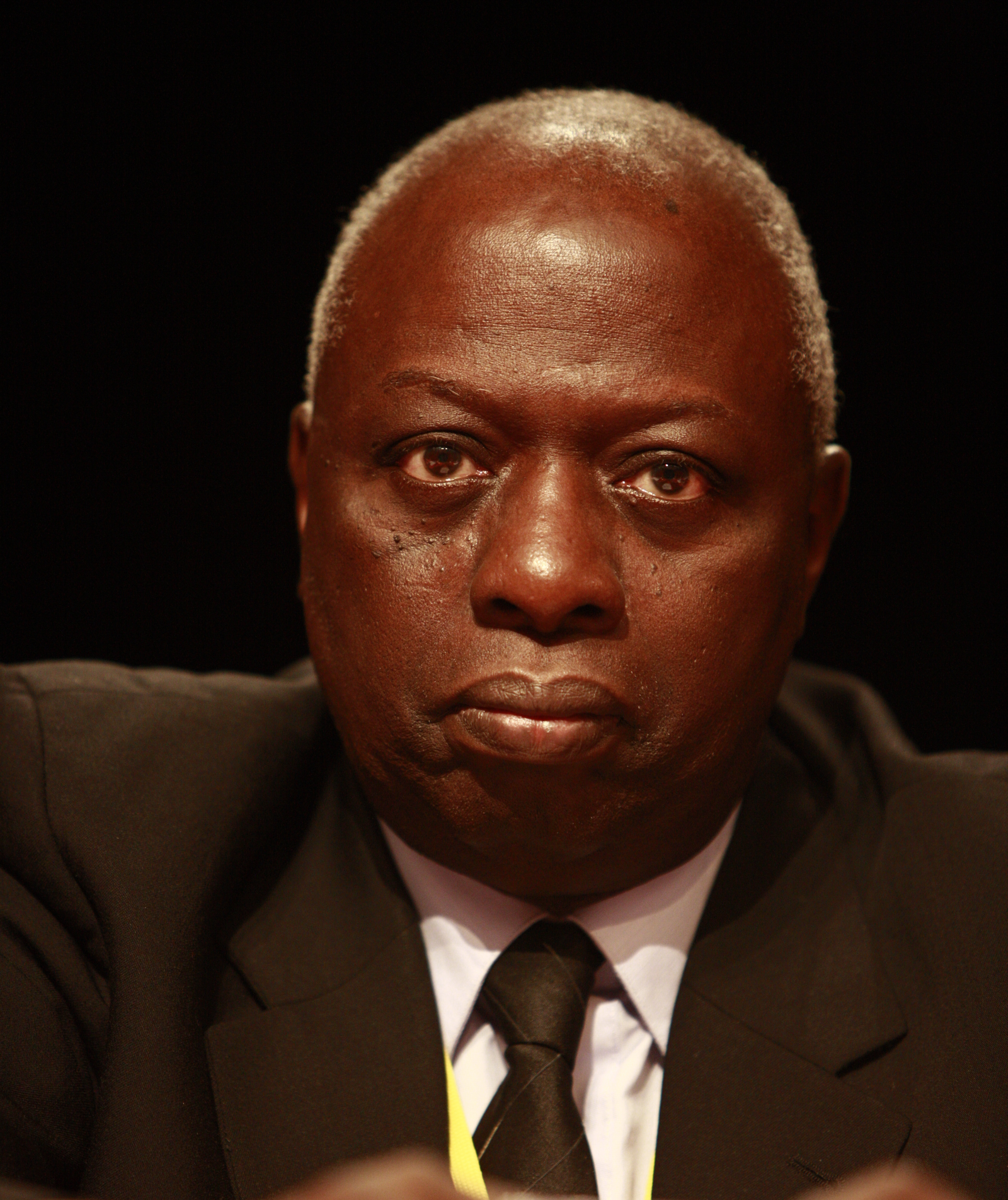
Жак Диуф

- Бузер, Вальтер (93) — швейцарский государственный деятель, федеральный канцлер Швейцарии (1981—1991)[208].
- Волков, Виолен Степанович (90) — советский и российский кардиолог, доктор медицинских наук (1972), профессор (1982), заслуженный деятель науки Российской Федерации (1994)[209].
- Декер, Мишель де (71) — французский писатель[210].
- Дерфлер, Франтишек (77) — чешский актёр[211].
- Диуф, Жак (81) — сенегальский дипломат, генеральный директор ФАО (1994—2011)[212].
- Жучков, Владимир Михайлович (66) — российский учёный, доктор педагогических наук, профессор кафедры производственных и дизайнерских технологий Герценовского университета[213].
- Кулманн, Розмари (97) — американская оперная певица и актриса[214].
- Линдберг, Дональд (85) — директор Национальной библиотеки медицины США (1984—2015)[215].
- Мартинес Суарес, Хосе Антонио (93) — аргентинский кинорежиссёр и сценарист, брат Мирты Легран[216].
- Махмудов, Аскер (72) — российский эстрадный певец, народный артист Северной Осетии[217].

## 16 августа

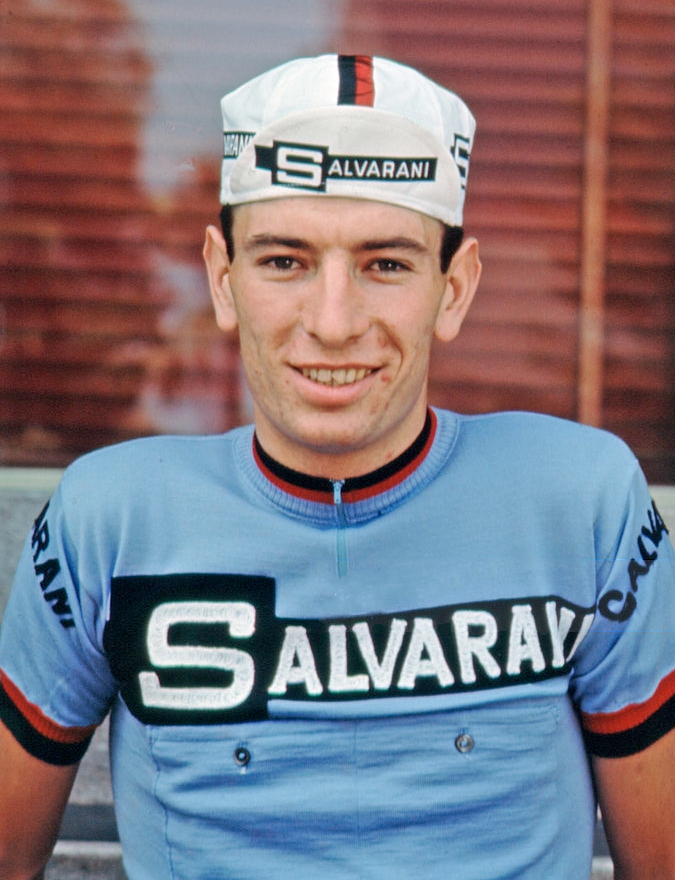
Феличе Джимонди

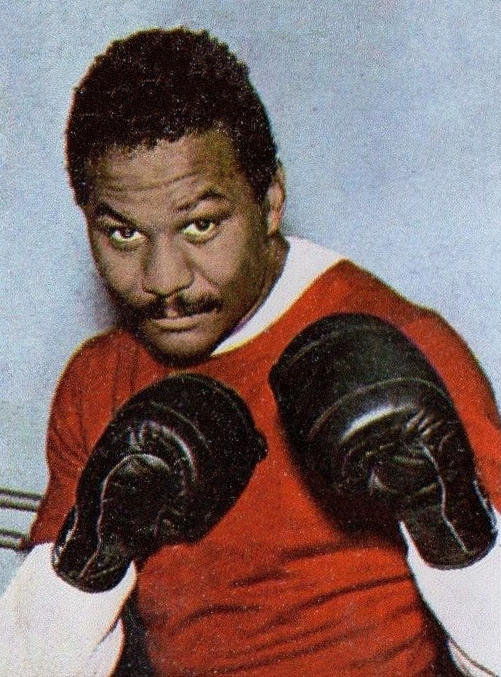
Хосе Наполес

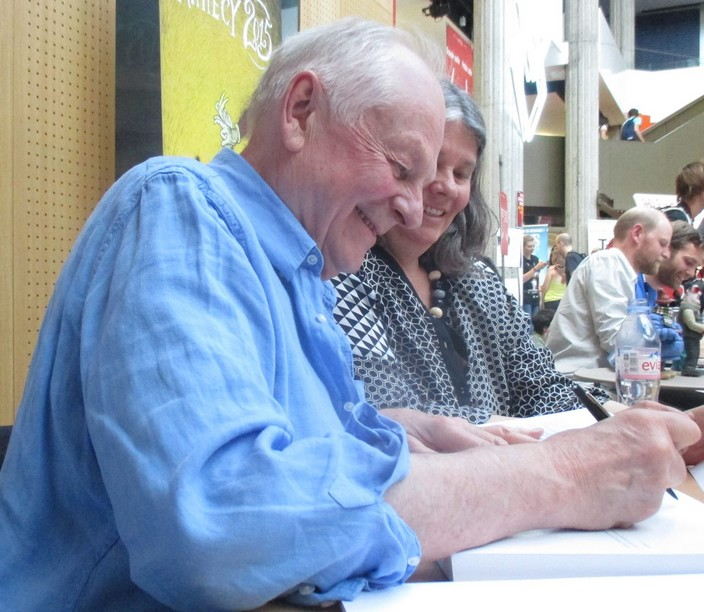
Ричард Уильямс

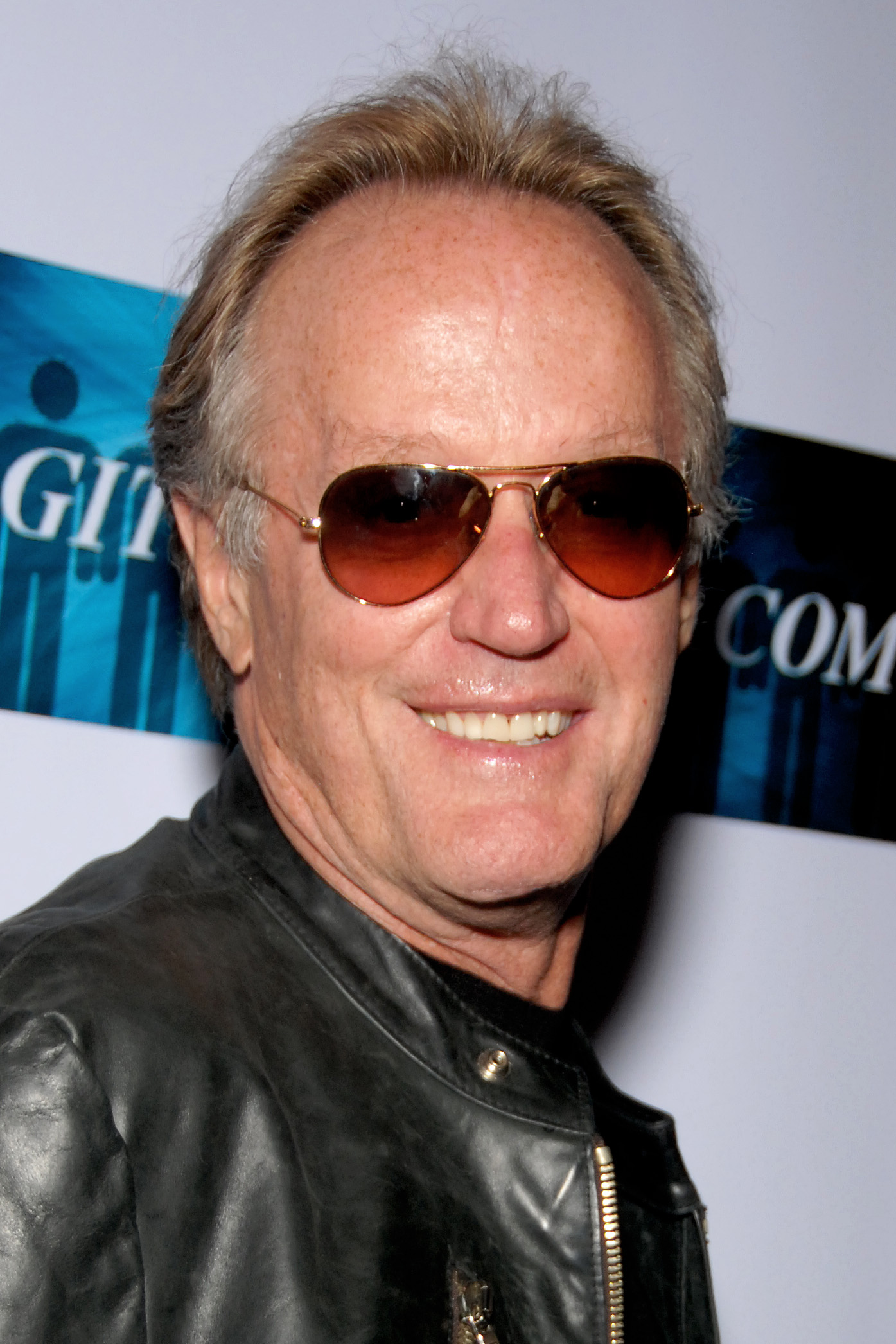
Питер Фонда

- Айяд, Нагиб (65) — тунисский кинопродюсер[218].
- Джимонди, Феличе (76) — итальянский шоссейный велогонщик, чемпион мира (1973; Барселона)[219].
- Кристина Нидерландская (72) — принцесса нидерландская, сестра королевы Беатрикс[220].
- Мельников, Александр Николаевич (71) — российский философ, доктор философских наук, профессор кафедры социальной философии, онтологии и теории познания АлтГУ[221].
- Наполес, Хосе (79) — мексиканский профессиональный боксёр, неоднократный чемпион мира по версиям WBC и WBA[222].
- Рахман, Ризия (79) — бангладешская писательница[223].
- Рейтер, Бруно Генрихович (78) — советский и российский генетик растений и государственный деятель, доктор биологических наук (1981), профессор (1988)[224].
- Соареш дуж Сантуш, Алесандре (83) — португальский бизнесмен, генеральный директор и президент Jerónimo Martins (1969—2013)[225].
- Стоянова, Пенка (69) — болгарская баскетболистка, бронзовый (1976; Монреаль) и серебряный (1980; Москва) призёр летних Олимпийских игр[226].
- Тер-Саркисянц, Алла Ервандовна (82) — советский и российский историк, доктор исторических наук (1998)[227].
- Уильямс, Ричард (86) — британский аниматор, режиссёр кино и мультипликации, трёхкратный обладатель премии «Оскар» (1973, 1989, 1989)[228].
- Фонда, Питер (79) — американский актёр, сын Генри Фонды[229].
- Халилов, Панах Имран оглы (94) — советский и азербайджанский литературовед, доктор филологических наук (1969), профессор (1971)[230].

## 15 августа
- Бабенко, Эрнст Михайлович (81) — советский и белорусский учёный, доктор технических наук (1989), профессор (1991)[231].
- Гарнов, Юрий Васильевич (80) — советский и российский тренер по плаванию, заслуженный тренер РСФСР[232].
- Гельфман, Сэмюэл (88) — американский продюсер[233].
- Диксит, Мадан (96) — непальский писатель[234].
- Динс, Брюс (58) — новозеландский регбист, выступавший за национальную сборную (1987—1989)[235].
- Кухарь, Григорий Васильевич (81) — советский и казахстанский государственный деятель, глава администрации города Петропавловска (1990—1993)[236].
- Леденёв, Роман Семёнович (88) — советский и российский композитор, народный артист Российской Федерации (1995)[237].
- Лиознов, Григорий Семёнович (95) — советский и украинский хоровой дирижёр, заслуженный работник культуры Украины[238].
- Лунари, Луиджи (85) — итальянский драматург, литературный критик и переводчик[239].
- Мерабов, Армен Левонович (44) — российский тромбонист, пианист и композитор, создатель мейнстримовской группы «Мирайф»[240].
- Ненадич, Добрило (78) — сербский писатель[241].
- Растрелли, Антонио (91) — итальянский юрист, сенатор (1979—1994)[242].
- Синха, Видья (71) — индийская актриса[243].
- Смирнов, Станислав Григорьевич (90) — советский медицинский микробиолог, доктор медицинских наук, профессор[244].
- Таскер, Гленн (67) — австралийский спортивный функционер, президент Австралийского паралимпийского комитета (2013—2018)[245].
- Фомичёв, Владимир Алексеевич (59) — советский и российский футболист, обладатель Кубка СССР (1984) в составе московского «Динамо»[246].
- Цинь Ханьчжан (111) — китайский инженер, учёный и долгожитель[247].

## 14 августа

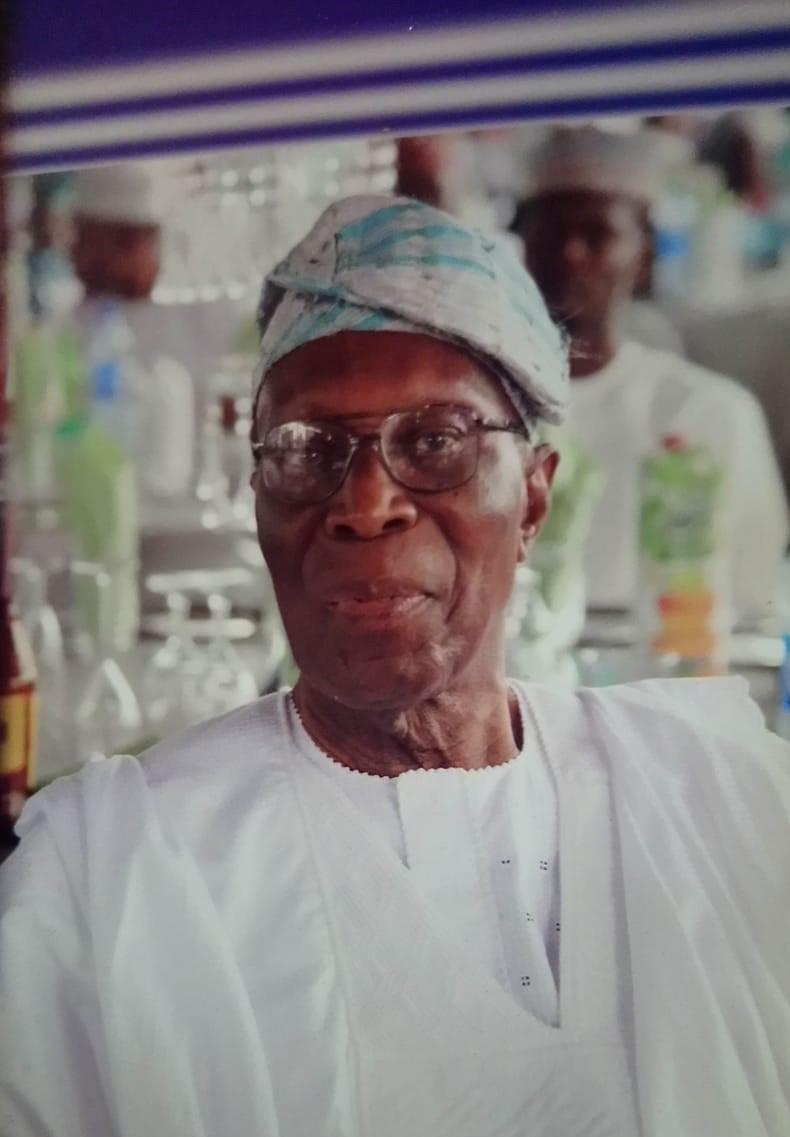
Карим Олову

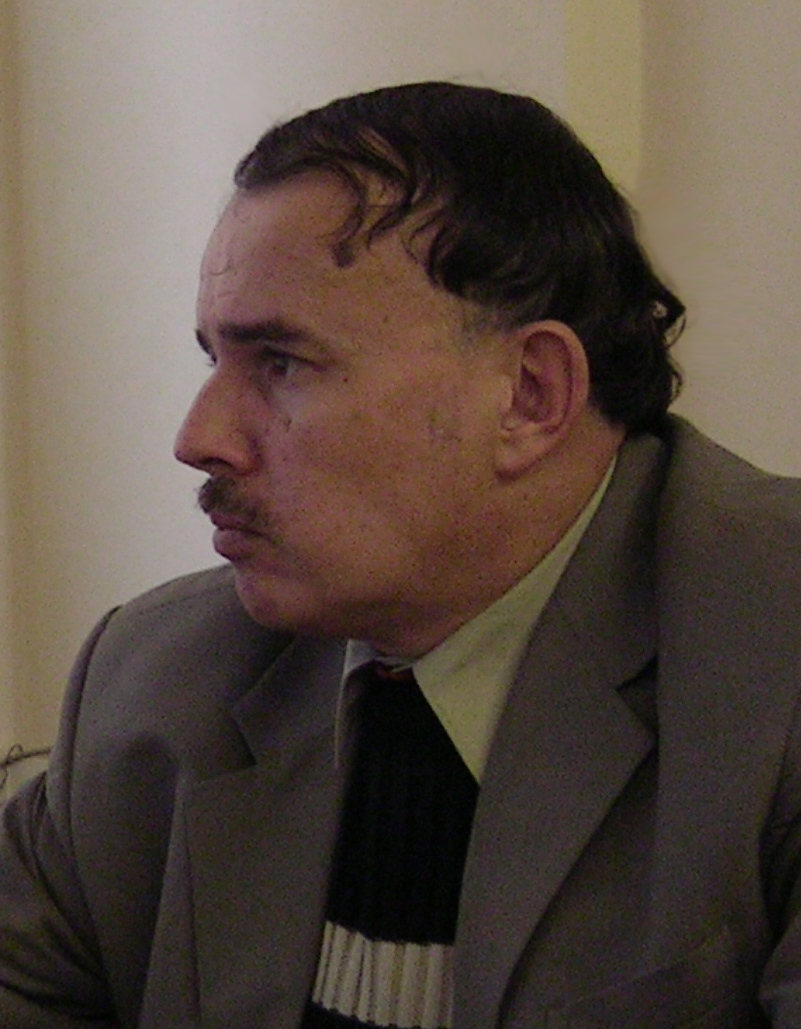
Николай Осадченко

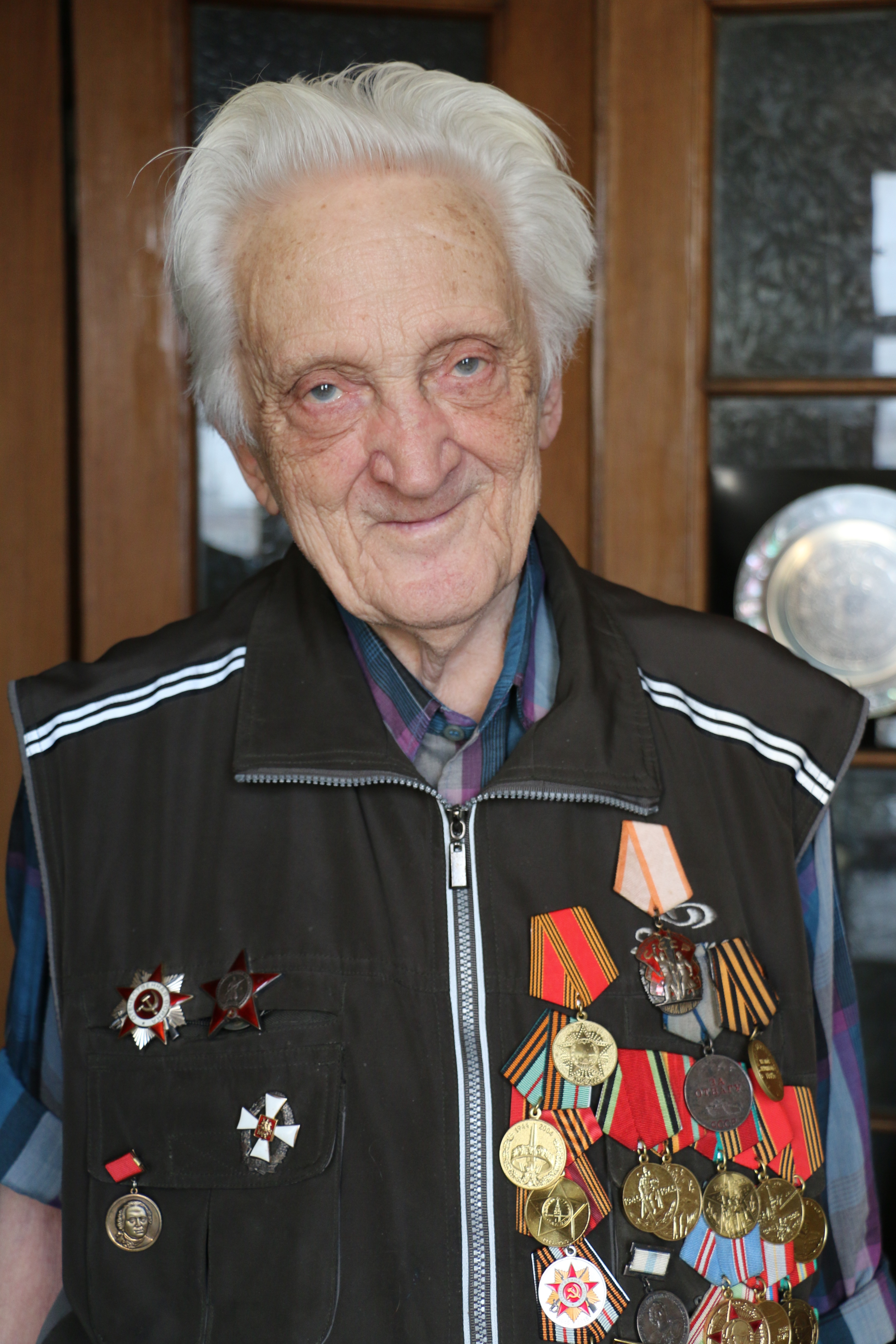
Юрий Симонов

- Аав, Тыну (80) — эстонский актёр, заслуженный артист Эстонской ССР (1971)[248].
- Али-Риза, Альберт Эскендерович (61) — российский патологоанатом, доктор медицинских наук, профессор кафедры патологической анатомии КрасГМУ[249].
- Воронин, Валентин Александрович (78) — советский и российский актёр, артист Свердловского театра драмы, народный артист РСФСР (1982)[250].
- Восканян, Артак (81) — армянский поэт и переводчик[251].
- Джувани, Гергь (55) — албанский кинорежиссёр[252].
- Олову, Карим (95) — нигерийский легкоатлет, специалист по прыжкам в длину и бегу на короткие дистанции, двукратный серебряный призёр Игр Британской империи и Содружества наций[253].
- Осадченко, Николай Владимирович (64) — российский учёный в области механики[254].
- Ривойра, Эктор (59) — аргентинский футболист и тренер[255].
- Сансонетти, Уго (100) — итальянский писатель[256].
- Симонов, Юрий Гаврилович (96) — советский и российский географ, доктор географических наук (1968), заслуженный профессор МГУ (1997), заслуженный деятель науки Российской Федерации (1993)[257].
- Спирин, Валентин Константинович (63) — советский и российский педагог, доктор педагогических наук, профессор кафедры теории и методики физической культуры и педагогики ВЛГАФК[258].
- Унвин, Бен (41) — австралийский актёр[259].
- Шугар, Сергей Сергеевич (81) — советский деятель деревообрабатывающей промышленности, Герой Социалистического Труда (1974)[260].

## 13 августа
- Аддотта, Кип (75) — американский актёр[261].
- Александров, Игорь Константинович (79) — советский и российский учёный, доктор технических наук, профессор кафедры автомобилей и автомобильного хозяйства ВоГУ[262].
- Гаврюшин, Николай Константинович (72) — советский и российский философ, историк религиозно-философской и научной мысли России[263].
- Кабальеро Бланко, Сесилия (105) — первая леди Колумбии (1974—1978)[264].
- Лили Лян (87) — гонконгская актриса[265].
- Макаров, Владимир Иванович (81) — советский и российский филолог-русист, доктор филологических наук (1992), профессор кафедры русского языка БГУ[266].
- Минс, Тим (75) — американский и мексиканский эколог[267].
- Мочкин, Иегуда-Лейб (95) — американский религиозный деятель, руководитель организации «Эзрат Ахим»[268].
- Муляр, Николай Феодосиевич (73) — советский и российский инфекционист, доктор медицинских наук, профессор, заслуженный врач России[269].
- Птачек, Владимир (64) — чехословацкий баскетболист, бронзовый призёр чемпионата Европы в Бельгии (1977)[270].
- Славинский, Ефим Михайлович (83) — советский и английский переводчик и радиожурналист[271].
- Солдатова, Людмила Михайловна (69) — российская актриса-кукольница, заслуженная артистка Российской Федерации (2009)[272].
- Татаринов, Сергей Иосифович (71) — украинский археолог и историк, доктор философии (2009)[273].
- Тельман, Рене (74) — бельгийский футбольный тренер[274].
- Тоффа, Надя (40) — итальянская журналистка и телеведущая[275].
- Федулов, Олег Петрович (72) — советский актёр и каскадёр[276].
- Филипчук, Владимир Станиславович (79) — председатель правления акционерного общества «Эксимнефтепродукт» (1990—2005), Герой Украины (2000)[277].

## 12 августа

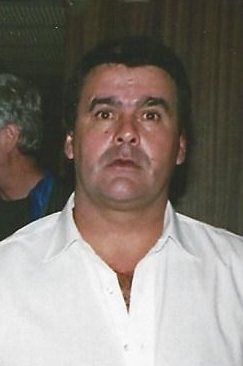
Хосе Луис Браун

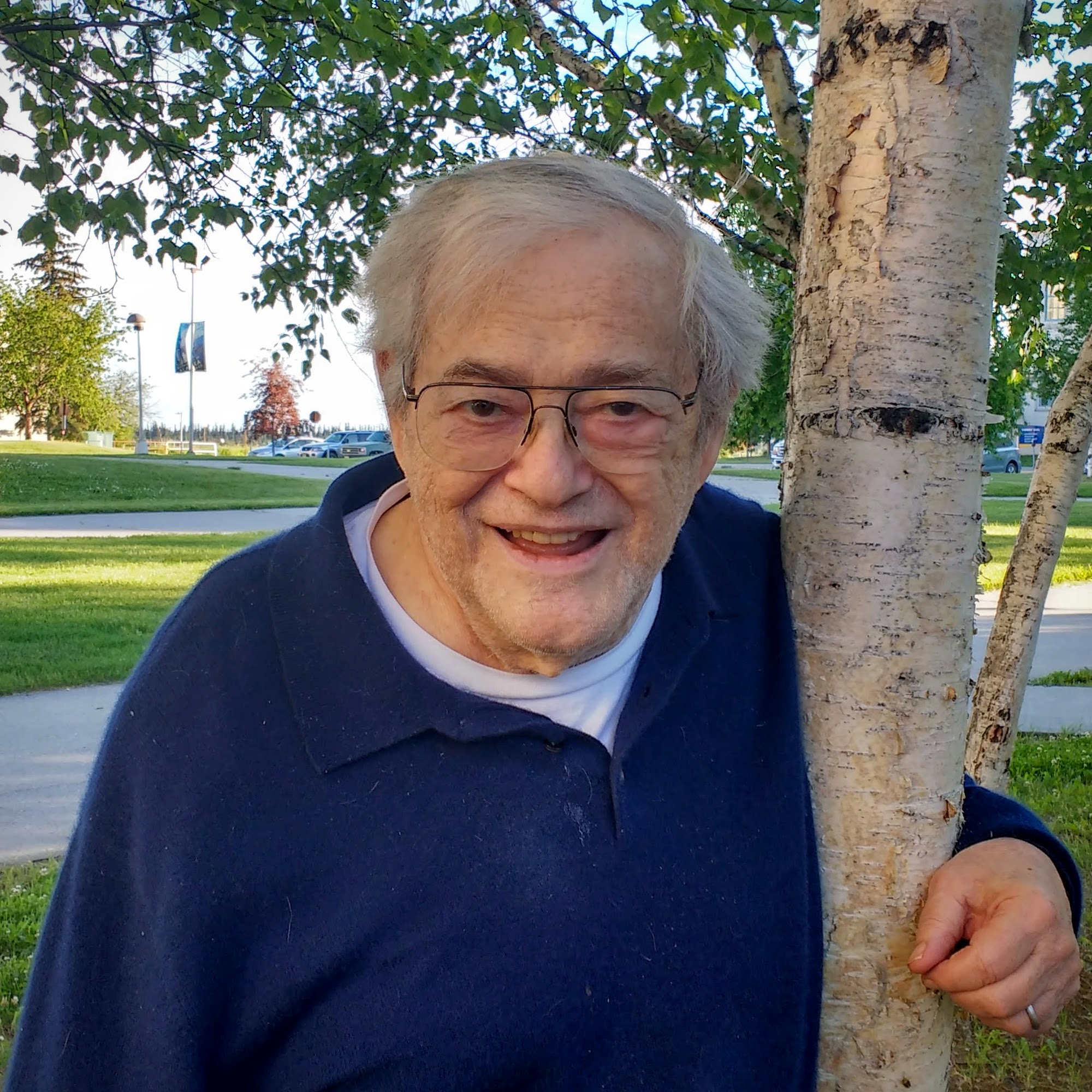
Майкл Краусс

- Баррозу, Жоао Карлуш (69) — бразильский актёр кино и телевидения[278].
- Браун, Хосе Луис (62) — аргентинский футболист, выступавший на позиции защитника, победитель чемпионата мира в Мексике (1986)[279].
- Гитис, Леонид Григорьевич (92) — советский тренер по акробатике, заслуженный тренер РСФСР (1988)[280].
- Кнапп, Теренс (87) — британский актёр[281].
- Коэн, Дэнни (81) — американский и израильский компьютерный учёный[282].
- Лу Юнгэнь (88) — китайский генетик сельскохозяйственных культур, академик Китайской академии наук (1993)[283].
- Маршалл, Пола (90) — американская писательница[284].
- Меметов, Валерий Сергеевич (80) — советский и российский историк, доктор исторических наук (1984), профессор кафедры истории России ИвГУ (1985), заслуженный работник высшей школы Российской Федерации (1997)[285].
- Мингас, Амелия (73) — ангольский лингвист[286].
- Минихова, Катарина (69) — словацкая киносценаристка и драматург[287].
- Роули, Гордон Дуглас (98) — английский[4] ботаник, один из ведущих специалистов по суккулентным растениям[288].
- Салем, Хусейн (85) — египетский бизнесмен, совладелец «East Mediterranean Gas Company»[289].
- Симонсен, Ян (66) — норвежский писатель, депутат стортинга (1989—2005)[290].
- Соловьёв, Сергей Александрович (69) — советский и российский путешественник, писатель, социолог и журналист[291].
- Фродин, Дэвид Гэммен (79) — американский ботаник[292].
- Халагян, Флорин (80) — румынский футболист и тренер[293].
- Хаммер, Рувим (86) — американский и израильский религиозный деятель, президент международной раввинской ассамблеи[294].
- Шелли, Мизанур Рахман (76) — бангладешский государственный деятель, министр информации и министр водных ресурсов (1990)[295].

## 11 августа

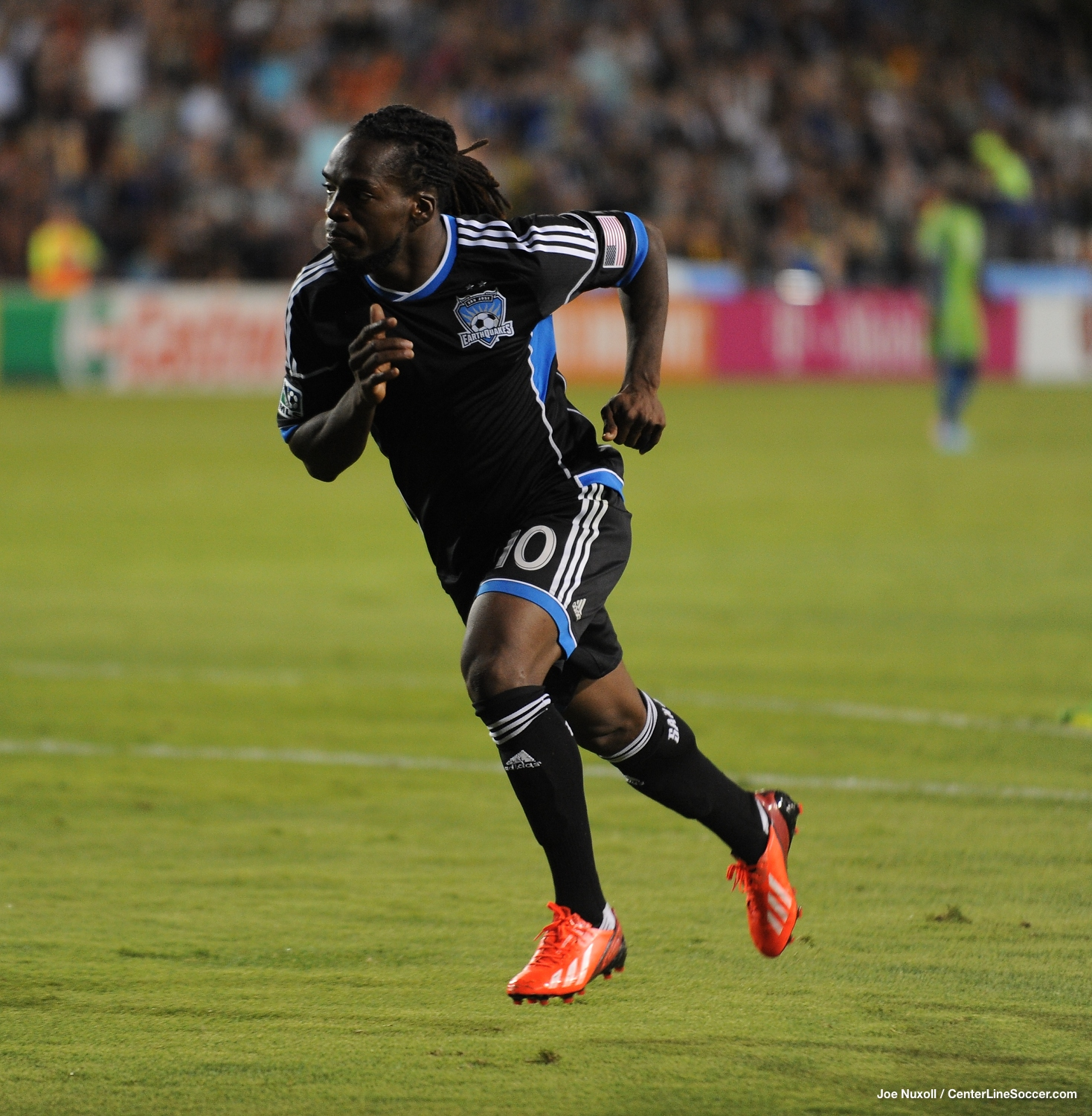
Вальтер Мартинес

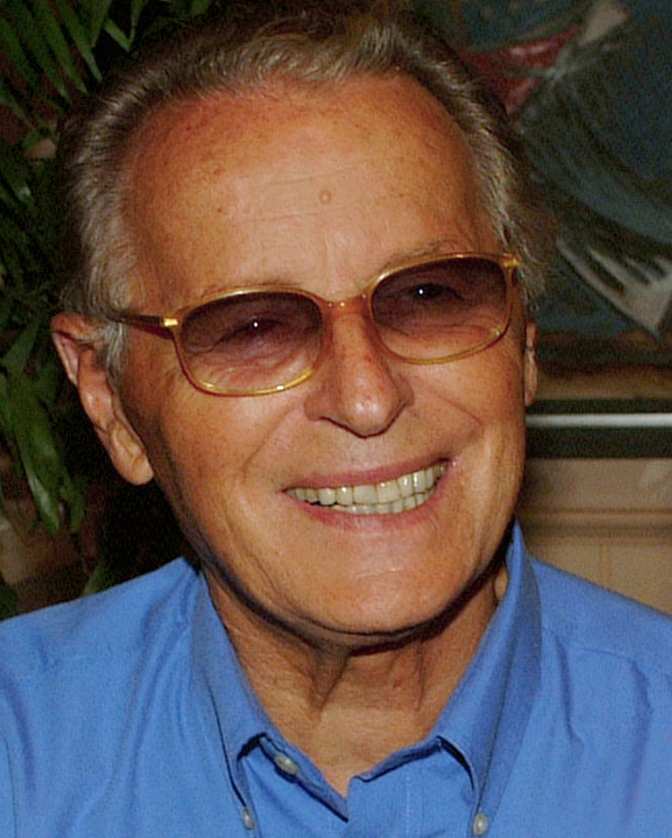
Пьеро Този

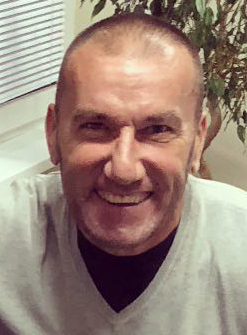
Деян Чурович

- Амосов, Владимир Алексеевич (68) — советский биатлонист и тренер, чемпион СССР (1974), заслуженный тренер РСФСР[296].
- Антоновский, Михаил Яковлевич (87) — советский и российский математик, доктор физико-математических наук, профессор[297].
- Драпкин, Леонид Яковлевич (94) — советский и российский криминалист, доктор юридических наук (1988), профессор кафедры криминалистики УрГЮУ (1989), заслуженный деятель науки Российской Федерации (1997)[298].
- Заикин, Альберт Николаевич (84) — советский учёный в области биофизики. Лауреат Ленинской премии (1980)[299].
- Каллум, Джим (77) — американский джазовый корнетист и бэнд-лидер[300].
- Краусс, Майкл (84) — американский языковед[301].
- Кшижановская, Божена (61) — польская актриса[302].
- Лоуфорд, Ниджали (52) — австралийская актриса[303].
- Лучик, Василий Викторович (64) — украинский языковед, этимолог, доктор филологических наук (1995), профессор, заслуженный деятель науки и техники Украины (2015)[304].
- Макс-Тойрер, Ганс (76) — австрийский тренер по конному спорту[305].
- Мартинес, Вальтер (37) — гондурасский футболист, полузащитник клуба ФАС и сборной Гондураса[306].
- Марч, Барбара (65) — канадская актриса[307].
- Михич, Гордон (80) — югославский и сербский сценарист[308].
- Обесо Ривера, Серхио (87) — мексиканский кардинал, архиепископ Халапы (1979—2007)[309].
- Сидорин, Владимир Иванович (73) — российский актёр-кукольник, заслуженный артист Российской Федерации (1997)[310].
- Чурович, Деян (51) — югославский и сербский футболист, чемпион Югославии (1993/1994) в составе «Партизана»[311].

## 10 августа

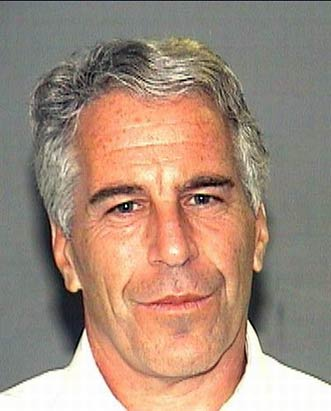
Джеффри Эпштейн

- Борисова, Нинель Андреевна (94) — советский и российский невролог, почётный академик АН Республики Башкортостан (1995), доктор медицинских наук (1972), профессор (1973), заслуженный деятель науки БАССР (1979)[312].
- Дженнингс, Эдвард Харрингтон (82) — американский деятель образования, президент Вайомингскиого университета (1979—1981), президент университета штата Огайо (1981—1990, 2002)[313].
- Доуи, Фрида (91) — американская актриса[314].
- Катичич, Радослав (89) — хорватский лингвист, член Хорватской академии наук и искусств (1986)[315].
- Качмазов, Игорь Борисович (50) — российский футболист, серебряный призёр чемпионата России (1992) в составе клуба «Спартак-Алания»[316].
- Каяк, Уно (86) — советский лыжник, участник зимних Олимпийских игр в Кортина-д’Ампеццо (1956)[317].
- Кейн, Айсата (80) — мавританский государственный деятель, министр по защите семьи и социальным вопросам (1975—1978), первая женщина в правительстве Мавритании[318].
- Манелис, Юрий Юльевич (78) — советский и российский деятель изобретательского движения, председатель Центрального совета ВОИР (1994—2016)[319].
- Нгуен, Данго (48) — американский киноактёр[320].
- Сибилио, Кандидо (60) — испанский баскетболист, игрок национальной сборной[321].
- Този, Пьеро (92) — итальянский художник по костюмам кино и театра, обладатель почётной премии «Оскар» (2013)[322].
- У Нинкунь (98) — китайский писатель и переводчик[323].
- Форбс, Джим (95) — австралийский государственный деятель, министр армии Австралии (1963—1966)[324].
- Чистякова, Светлана Николаевна (80) — советский и российский педагог, академик РАО (2016), дочь Николая Чистякова[325].
- Шульман, Дж. Нил (66) — американский писатель[326].
- Эпштейн, Джеффри (66) — американский финансист и зарегистрированный секс-преступник; самоубийство[327].

## 9 августа

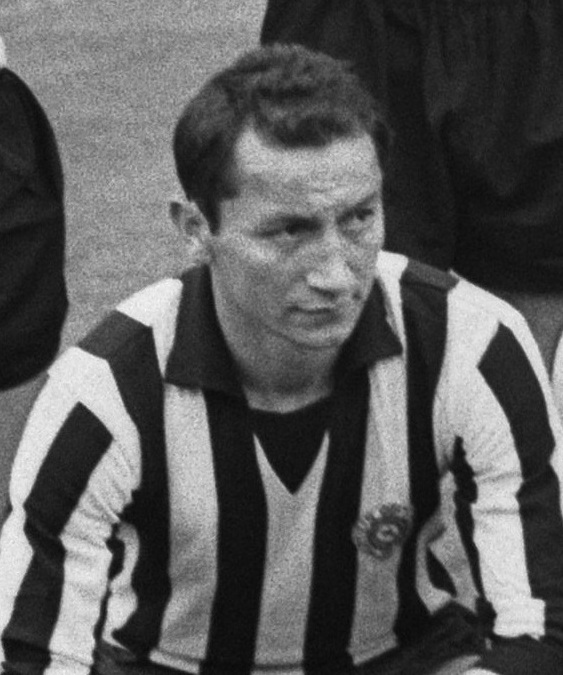
Фахрудин Юсуфи

- Андреев, Иван Дмитриевич (83) — советский и российский топографоанатом, профессор кафедры оперативной хирургии и топографической анатомии Сеченовского университета[328].
- Гомес де Фигейредо, Алтаир (81) — бразильский футболист, победитель чемпионата мира в Чили (1962)[329].
- Диоманде, Абубакар (31) — ивуарийский футболист, игрок национальной сборной[330].
- Кури, Хорхе (88) — уругвайский актёр, режиссёр и драматург[331].
- Мальбернат, Оскар (75) — аргентинский футболист, выступавший за национальную сборную[332].
- Нургазиев, Догдурбек Бакасович (64) — киргизский художник, народный художник Кыргызстана (2011)[333].
- Страуд, Барри (84) — канадский философ[334].
- Такис (93) — греческий скульптор[335].
- Федирко, Павел Стефанович (86) — советский партийный и государственный деятель, первый секретарь Красноярского крайкома КПСС (1972—1987), председатель правления Центросоюза (1987—1992)[336].
- Финдли, Пол (98) — американский государственный деятель, член Палаты представителей США (1961—1983)[337].
- Юсуфи, Фахрудин (79) — югославский футболист, чемпион летних Олимпийских игр в Риме (1960)[338].

## 8 августа

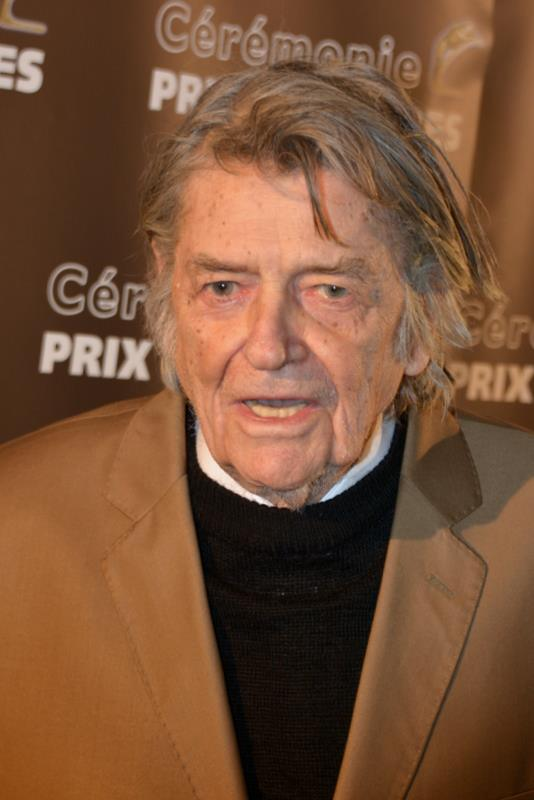
Жан-Пьер Моки

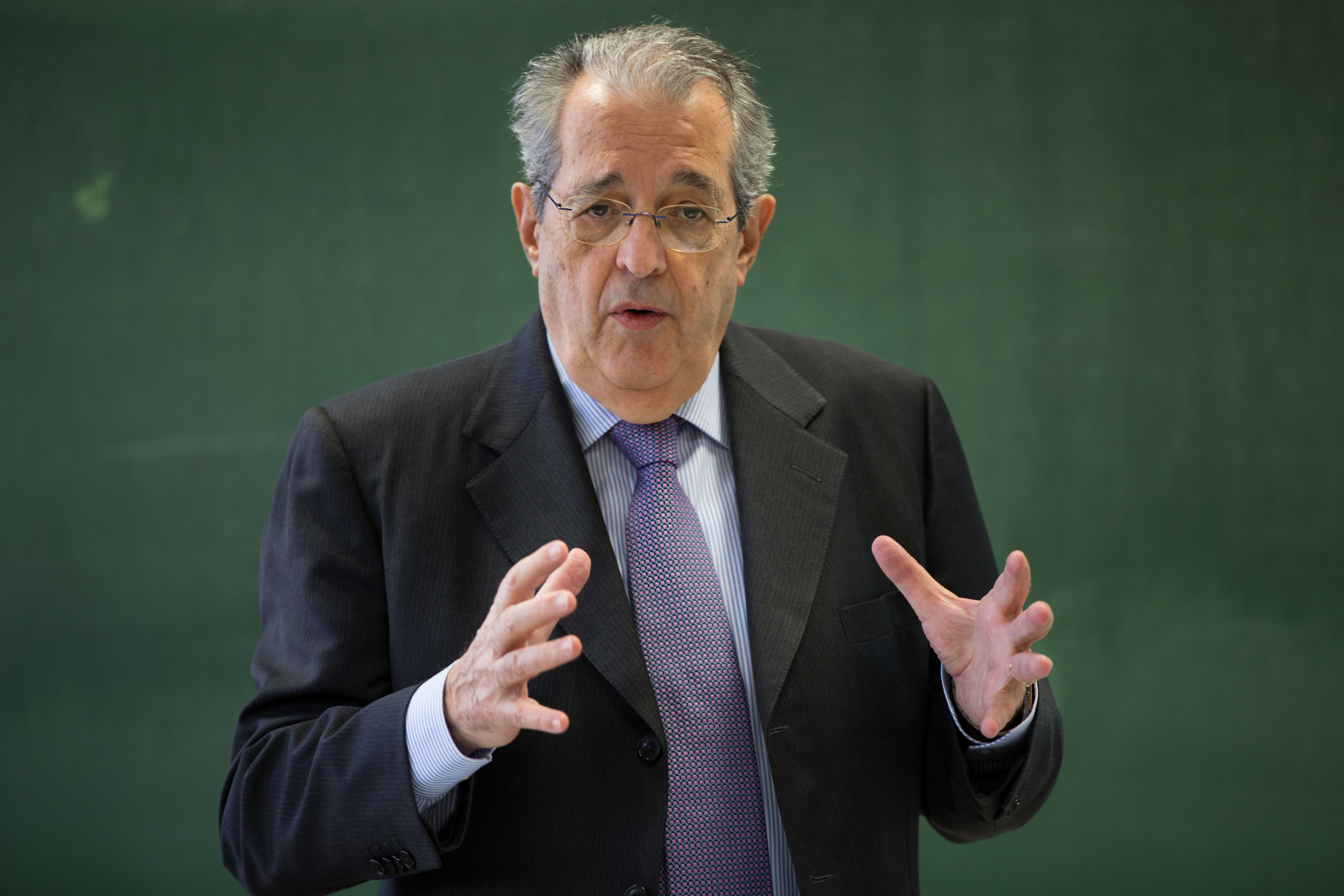
Фабрицио Саккомани

- Асимов, Аслиддин Сайфиддинович (86) — советский и таджикский уролог, профессор[339].
- Батубара, Космас (80) — индонезийский бизнесмен и государственный деятель, министр труда Индонезии (1988—1993)[340].
- Виклунд, Эрлинг (75) — норвежский джазовый тромбонист, композитор и аранжировщик[341].
- Дашков, Николай Иванович (93) — советский рабочий-машиностроитель, Герой Социалистического Труда (1977)[342].
- Демаре, Хосе (93) — бельгийский государственный деятель, министр обороны (1979—1980)[343].
- Колон, Эрни (88) — американский художник комиксов[344].
- Контурек, Станислав (87) — польский физиолог и гастроэнтеролог, действительный член Польской академии наук[345].
- Макс-Неф, Манфред (86) — чилийский экономист[346].
- Моки, Жан-Пьер (86) — французский кинорежиссёр[347].
- Павлов, Павел Павлович (61) — российский религиозный деятель, митрофорный протоиерей Русской православной церкви[348].
- Пуобиш, Мариан (72) — словацкий кино- и телесценарист и драматург[349].
- Саккоманни, Фабрицио (76) — итальянский экономист, генеральный директор Банка Италии (2006—2013), министр экономики и финансов Италии (2013—2014)[350].
- Хопкинс, Ли Беннет (81) — американский писатель и поэт[351].

## 7 августа

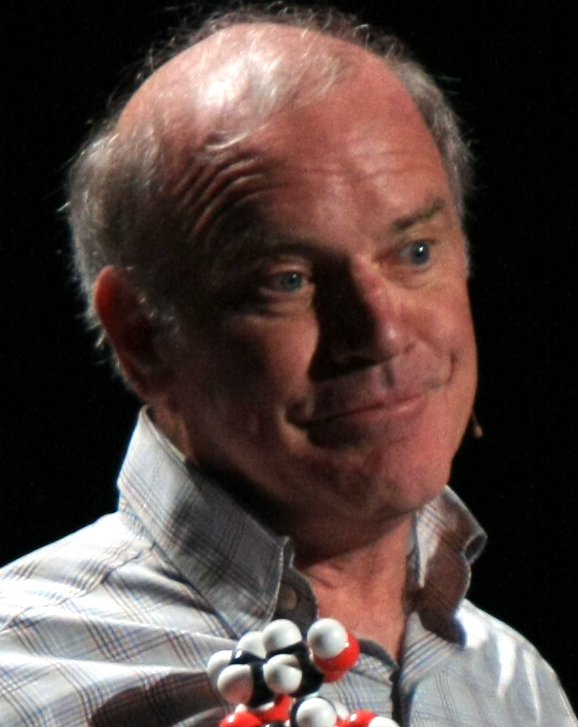
Кэри Муллис

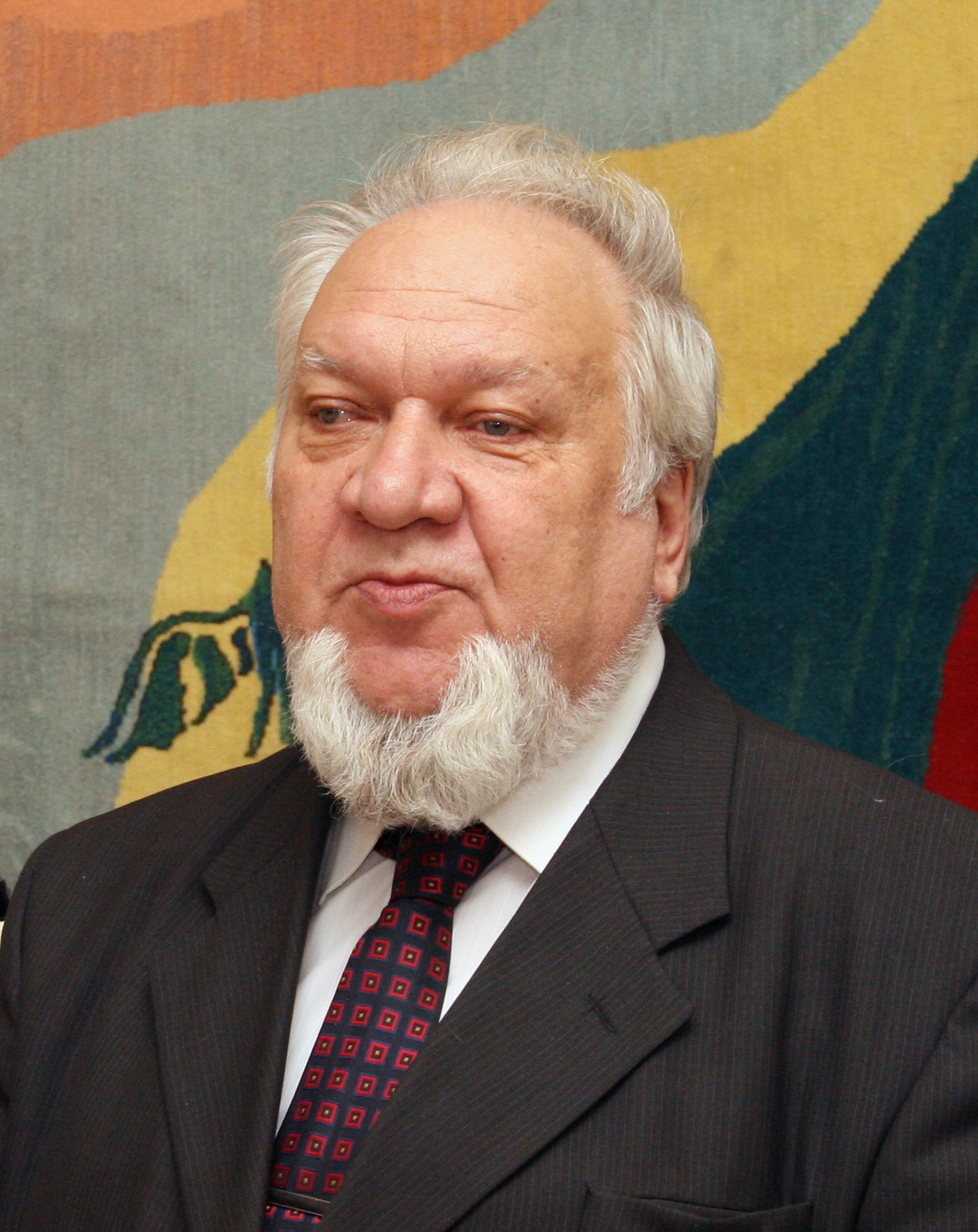
Ростислав Рыбаков

- Без, Хельмут (88) — немецкий драматург, либреттист и сценарист[352].
- Берман, Дэвид (52) — американский музыкант, поэт и лидер группы Silver Jews; самоубийство[353].
- Бертелиус, Дженни (95) — шведская писательница (о смерти объявлено в этот день)[354].
- Бреслин, Томми (58) — североирландский футболист и тренер[355].
- Ван Хоф, Мартина (48) — бельгийская эстрадная певица[356].
- Запольских, Вячеслав Николаевич (61) — русский писатель-фантаст[357].
- Зубаир, Кай Хаджи Маймун (90) — индонезийский религиозный деятель[358].
- Кисиль, Василий Иванович (70) — украинский юрист, доктор юридических наук (2001), профессор Киевского университета[359].
- Кляйн, Дональд (90) — американский психиатр[360].
- Муллис, Кэри (74) — американский биохимик, лауреат Нобелевской премии по химии (1993)[361].
- Невядомский, Юзеф (86) — польский государственный деятель, мэр Лодзи (1978—1985)[362].
- Ноп, Патриция (78) — американская сценаристка[363].
- Пантелеимон (Родопулос) (89—90) — епископ Константинопольской православной церкви, митрополит Тиролойский и Серендийский, (с 1977 года)[364].
- Пракаш, Дж. Ом (92) — индийский кинорежиссёр и продюсер[365].
- Реддин-Кинхольц, Нэнси (75) — американская художница[366].
- Рыбаков, Ростислав Борисович (81) — советский и российский востоковед, доктор исторических наук (1991), профессор, директор Института востоковедения РАН (1994—2009), сын Б. А. Рыбакова[367].
- Серпа, Фабио (90) — уругвайский парапсихолог и уфолог[368].
- Че, Мишель (77) — французский химик[369].

## 6 августа

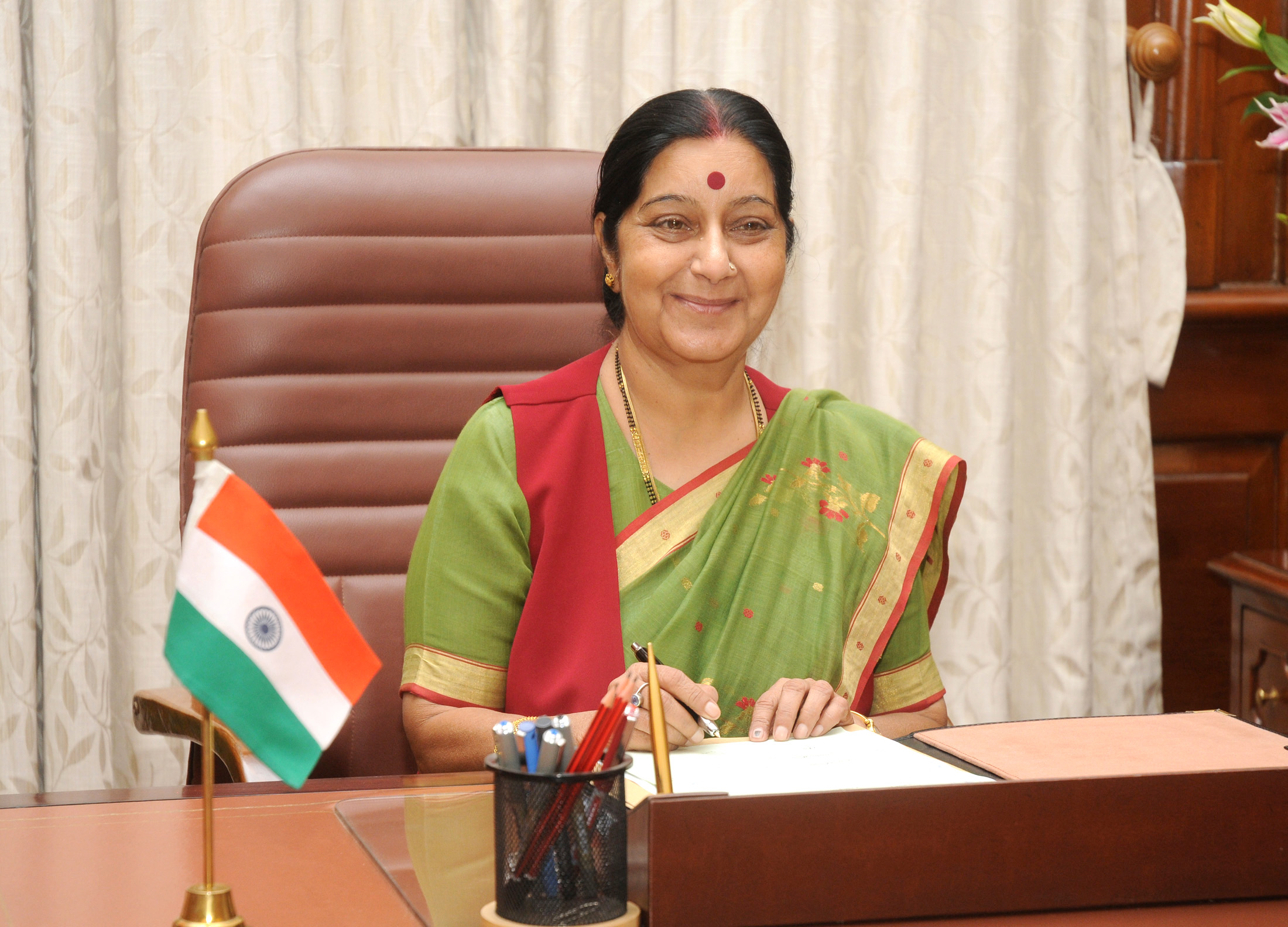
Сушма Сварадж

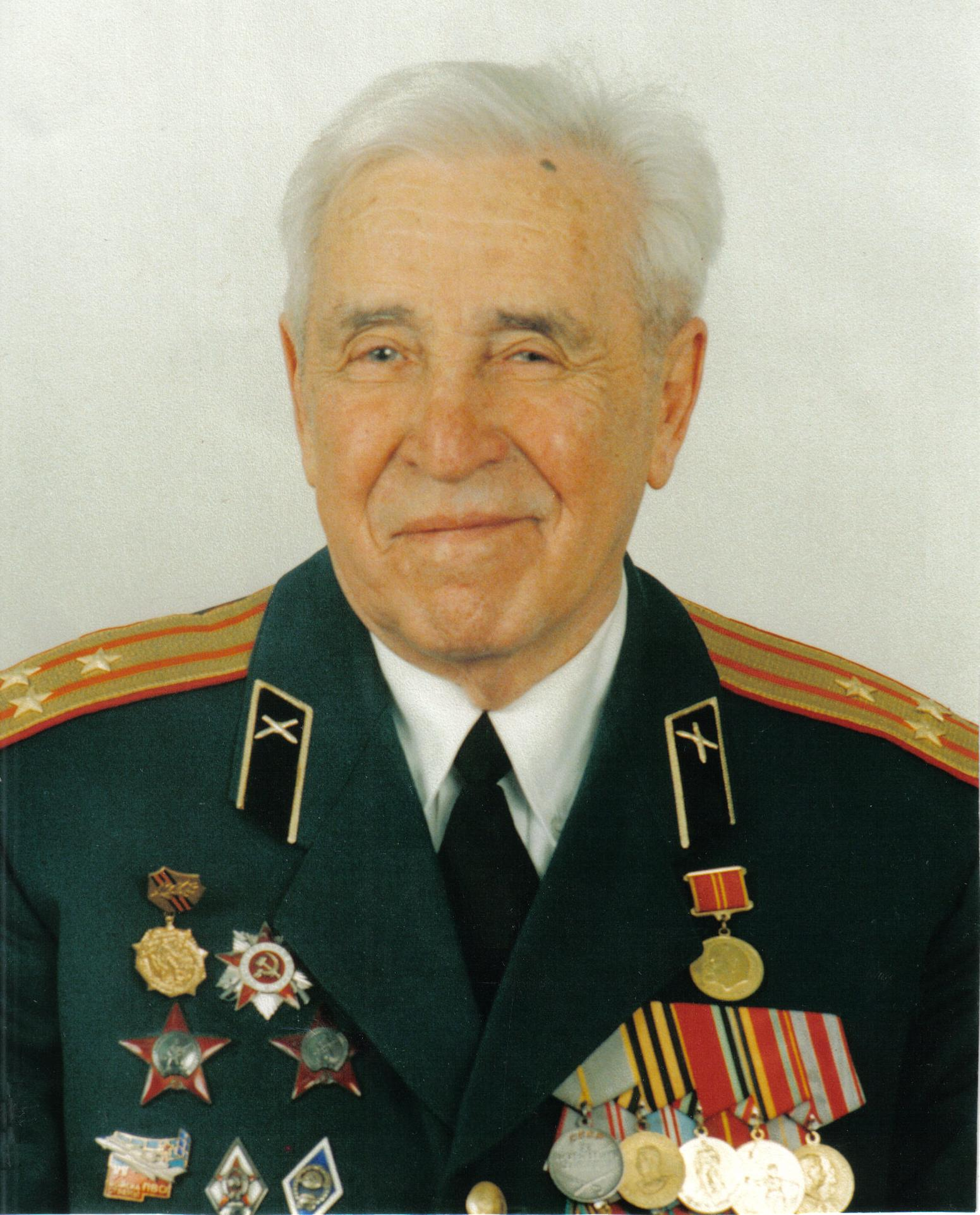
Яков Шифрин

- Данько, Кристина (102) — польская Праведница народов мира (1998)[370].
- Дербин, Валерий Александрович (63) — российский тренер по самбо, заслуженный тренер России; ДТП[371].
- Колесниченко, Анатолий Павлович (78) — российский анестезиолог и реаниматолог, доктор медицинских наук (1990), профессор, заслуженный врач России (1999)[372].
- Мелузин, Игорь Петер (71) — словацкий художник[373].
- Сварадж, Сушма (67) — индийский государственный деятель, министр иностранных дел Индии (2014—2019)[374].
- Серрано, Алехандро (86) — эквадорский государственный деятель, вице-президент Эквадора (2005—2007)[375].
- Симмонс, Джордж Ф. (94) — американский математик[376].
- Уэли, Джордж (85) — австралийский актёр[377].
- Чжо Жэньси (88) — китайский химик, академик Китайской академии наук (1997)[378].
- Шифрин, Яков Соломонович (99) — советский и украинский радиофизик, доктор технических наук, профессор (1966)[379].

## 5 августа

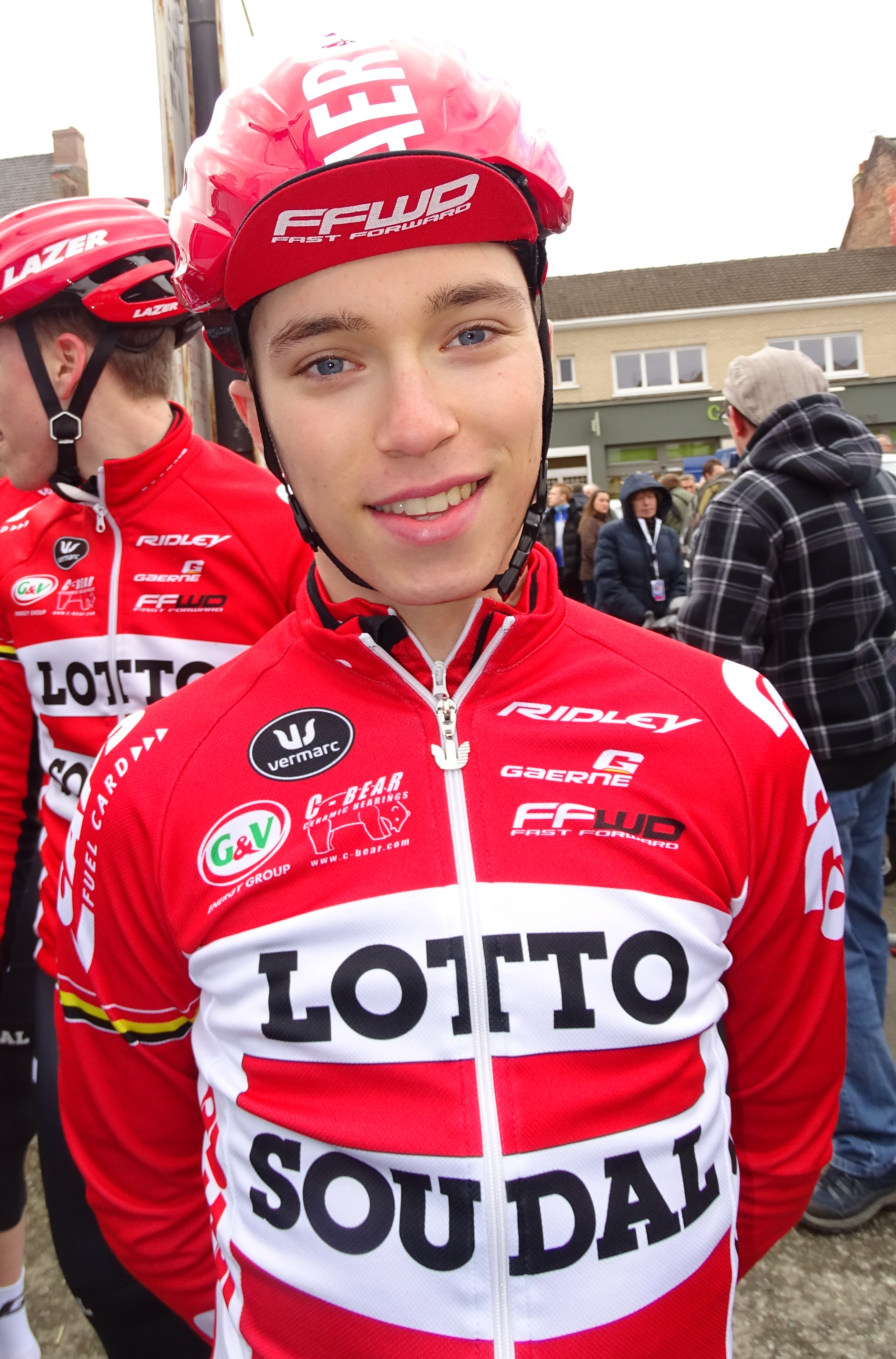
Бьорг Ламбрехт

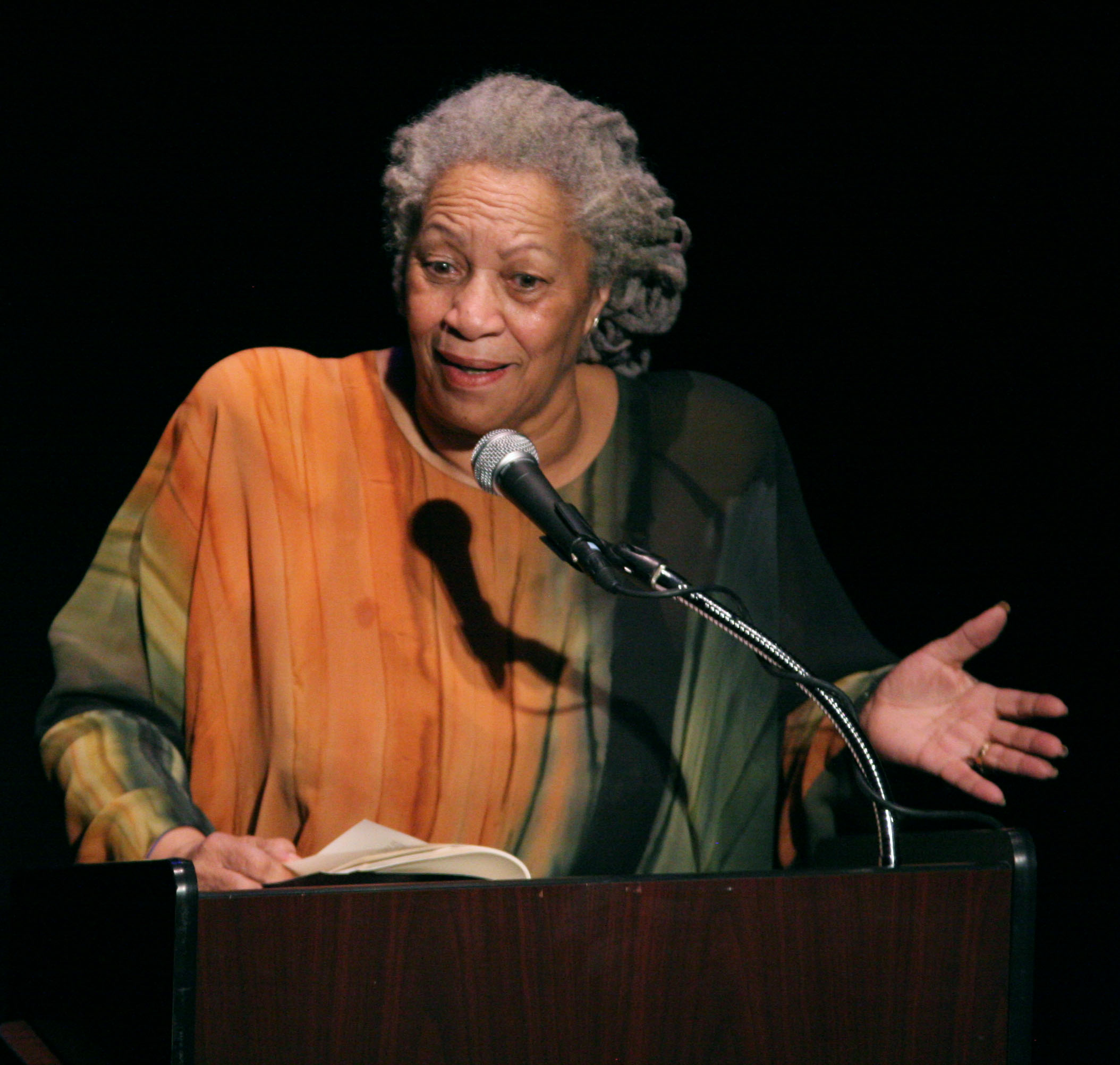
Тони Моррисон

- Березин, Сергей Владимирович (81) — советский и российский певец и композитор, народный артист Российской Федерации (2001), основатель и художественный руководитель вокально-инструментального ансамбля «Пламя»[380].
- Вельбицкий, Игорь Вячеславович (80) — советский и украинский кибернетик, доктор физико-математических наук (1978), профессор (1984)[381].
- Гарай, Леонид Павлович (82) — белорусский футболист и тренер, мастер спорта СССР (1967), заслуженный тренер БССР (1983)[382].
- Гольдштейн, Сидни (92) — американский демограф[383].
- Грей, Лиззи (60) — американский гитарист[384].
- Кадраба, Йозеф (85) — чехословацкий футболист, серебряный призёр чемпионата мира по футболу в Чили (1962)[385].
- Казанкин, Пётр Тимофеевич (92) — советский партийный деятель, Герой Социалистического Труда (1973)[386].
- Ламбрехт, Бьорг (22) — бельгийский профессиональный шоссейный велогонщик; несчастный случай[387].
- Майоров, Леонид Сергеевич (78) — российский военачальник, командующий Северо-Западной группой войск (1992—1994), генерал-полковник (1992)[388].
- Моррисон, Тони (88) — американская писательница, лауреат Нобелевской премии по литературе (1993) и Пулитцеровской премии (1988) .
- Мохсени, Мохаммад Асеф (84) — афганский религиозный деятель, великий аятолла[389].
- Ристич, Предраг (88) — сербский архитектор[390].
- Сирони, Альберто (79) — итальянский телевизионный режиссёр[391].
- Хсиа Пинг, Тереза (81) — гонконгская актриса[392].

## 4 августа

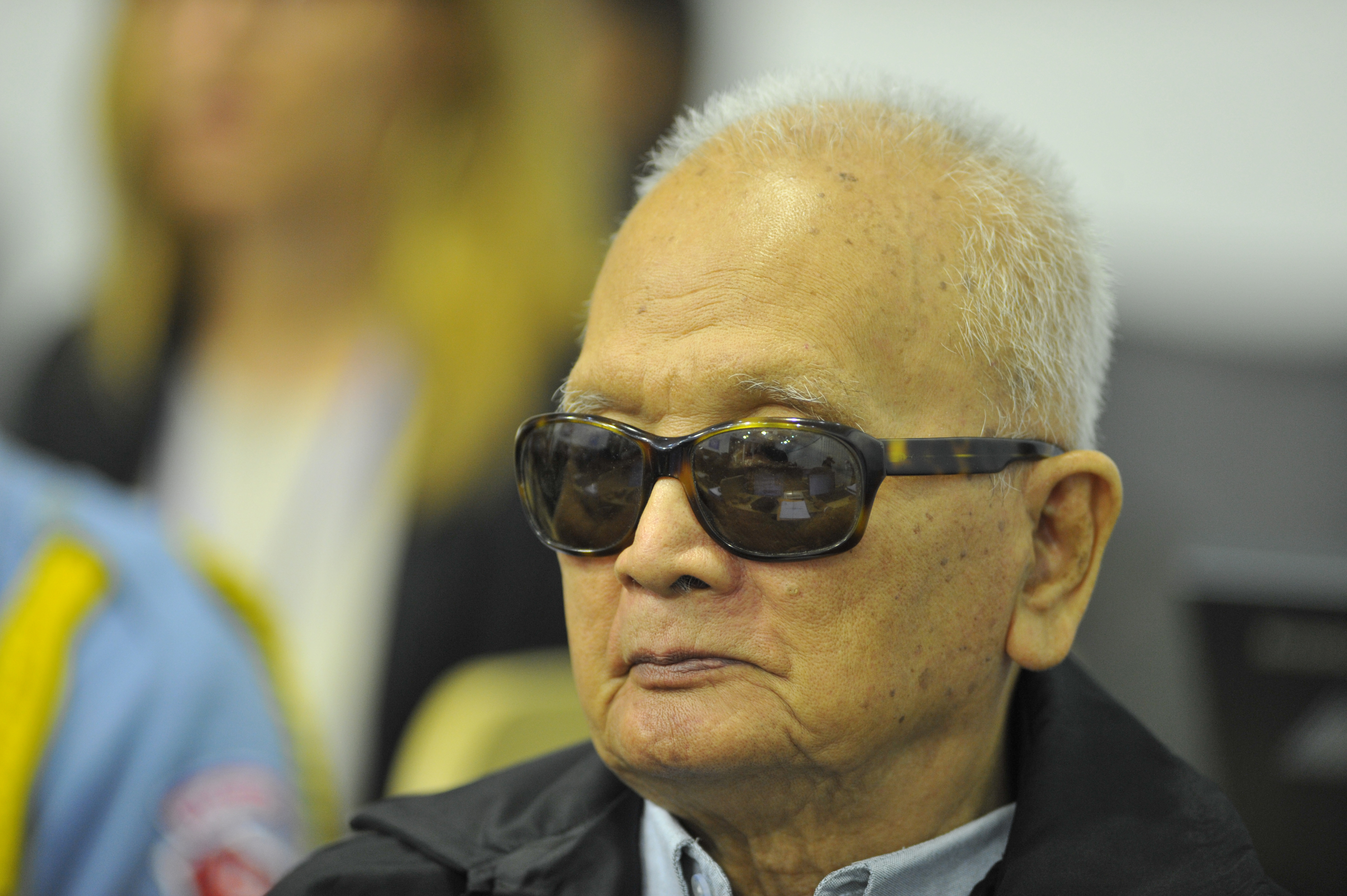
Нуон Чеа

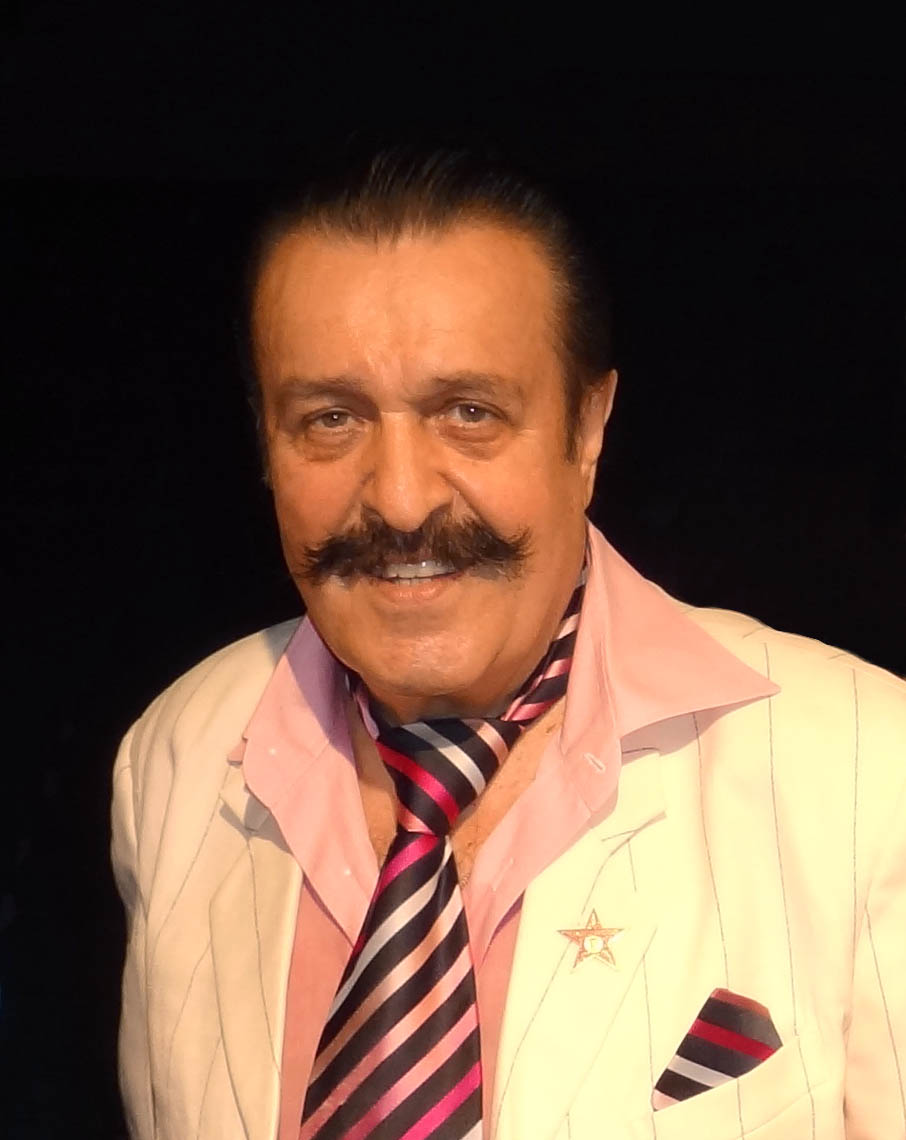
Вилли Токарев

- Басаев, Борис Бештауович (82) — советский и российский учёный и государственный деятель, доктор экономических наук (1988), профессор, заслуженный деятель науки РСФСР, ректор Горского аграрного университета (1994—2007)[393].
- Березина, Анастасия Игоревна (21) — российская футболистка («Чертаново»)[394].
- Воронин, Валентин Петрович (72) — белорусский баскетбольный тренер[395].
- Вукович, Светислав (83) — сербский теле- и радиоведущий, спортивный журналист и поэт-песенник[396].
- Гисмеева, Элина Алмазовна (27) — российская спортсменка (кикбоксинг); несчастный случай[397].
- Гуссе, Андре (93) — бельгийский языковед, член Королевской академии французского языка и литературы Бельгии (1976)[398].
- Жагупова, Фатима Исмаиловна (33) — российская спортсменка (кикбоксинг); несчастный случай[397].
- Кардона, Пруденсио (67) — колумбийский профессиональный боксёр, чемпион мира по версии WBC (1982)[399].
- Лилл, Иво (66) — эстонский художник по стеклу, почётный зарубежный член РАХ (2013)[400].
- Нельсон, Энн (61) — американский физик и альпинистка, член Национальной академии наук США (2012); несчастный случай[401].
- Никкель, Харальд (66) — немецкий футболист, нападающий, лучший бомбардир Кубка УЕФА (1979/80) и чемпионата Бельгии (1977/78)[402].
- Нуон Чеа (93) — камбоджийский военный преступник, и. о. премьер-министра Демократической Кампучии (1976)[403].
- Ожеховский, Казимеж (90) — польский актёр театра и кино и католический священник[404].
- Токарев, Вилли Иванович (84) — автор-исполнитель песен в жанре русский шансон[405].
- Уилбер, Боб (91) — американский джазовый кларнетист, саксофонист, бэндлидер[406].
- Цой, Евгений Борисович (69) — российский учёный в области статистических методов планирования экспериментов, доктор технических наук (1996), профессор НГТУ[407].

## 3 августа

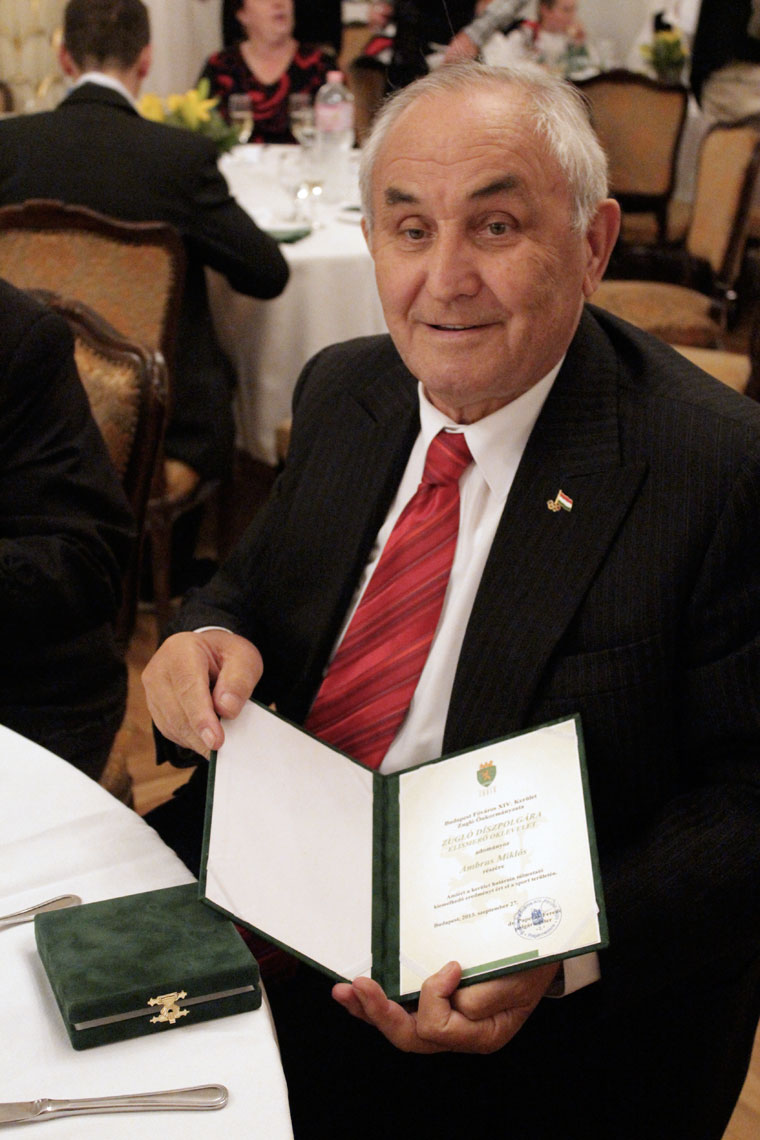
Миклош Амбруш

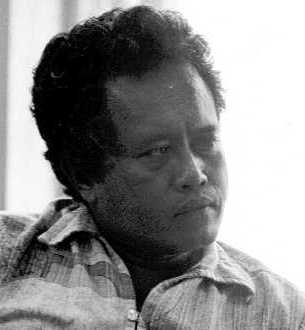
Томас Ременгесау

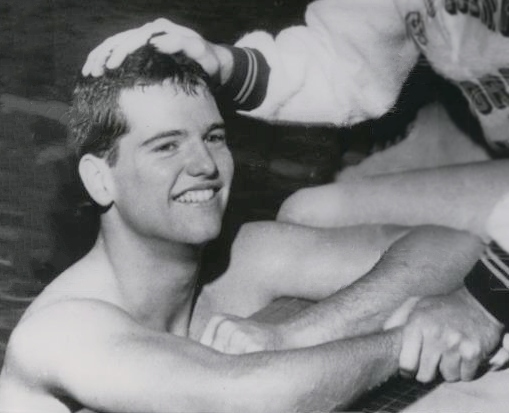
Майкл Трой

- Амбруш, Миклош (86) — венгерский ватерполист, чемпион летних Олимпийских игр в Токио (1964)[408].
- Барнес, Кэтриз (56) — американская джазовая певица, музыкант, композитор и музыкальный продюсер[409].
- Белоло, Анри (82) — французский музыкальный продюсер и автор песен, сооснователь группы Village People[410].
- Бузояну, Кэтэлина (81) — румынский театральный режиссёр[411].
- Бускетс, Мануэль (74) — колумбийский актёр и кинорежиссёр[412].
- Бутьер, Жан-Клод (74) — французский актёр и боксёр[413].
- Губсер, Стивен (47) — американский физик; несчастный случай[414].
- Давтян, Ваге (44) — армянский певец[415].
- Дрио, Жан-Поль (68) — французский спортивный деятель, соучредитель автогоночной команды DAMS (1988)[416].
- Ермошкин, Владимир Николаевич (64) — российский писатель[417].
- Карабанов, Александр Кириллович (66) — белорусский геолог, академик НАН Беларуси (2014)[418].
- Кардашёв, Николай Семёнович (87) — советский и российский астрофизик, директор Астрокосмического центра ФИАН (с 1990 года), академик РАН (1994)[419].
- Коков, Георгий Владимирович (88) — советский и российский режиссёр-документалист[420].
- Лавлок, Дэмьен (65) — австралийский музыкант (The Celibate Rifles)[421].
- Лонгфорн, Джо (64) — британский эстрадный певец[422].
- Лохор, Брайан (78) — новозеландский регбист и тренер, игравший за национальную сборную[423].
- Наумов, Леонид Анатольевич (75) — российский учёный в области вычислительных комплексов, член-корреспондент РАН (2011)[424].
- Перес, Льюис (74) — венесуэльский политический деятель, генеральный секретарь Демократического действия (1998—2000), сенатор (1994—1999)[425].
- Ременгесау, Томас (89) — палауанский государственный деятель, президент Палау (1988—1989)[426].
- Сухарев, Владимир Михайлович (79) — советский и российский врач, главный врач онкологического диспансера Самарской области, заслуженный врач Российской Федерации[427].
- Тоадер, Марчел (56) — румынский регбист, игравший за национальную сборную[428].
- Трой, Майкл (78) — американский пловец, двукратный чемпион летних Олимпийских игр в Риме (1960)[429].
- Хитли, Бэзил (85) — британский марафонец, серебряный призёр летних Олимпийских игр в Токио (1964)[430].

## 2 августа

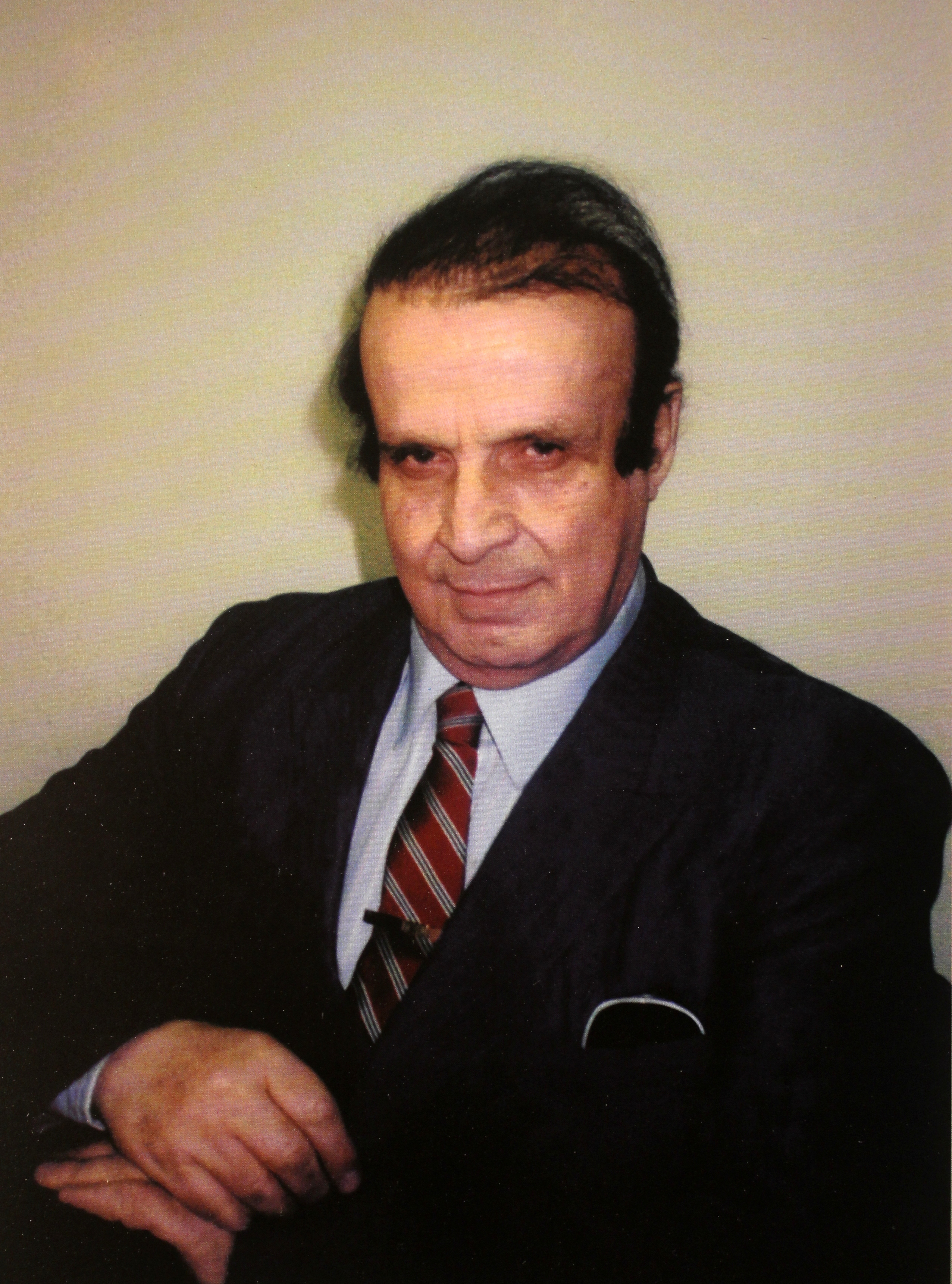
Ваагн Дадрян

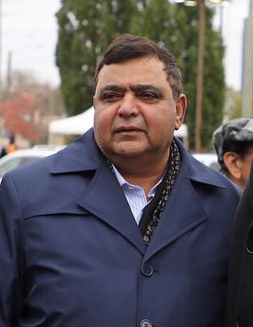
Дипак Обхраи

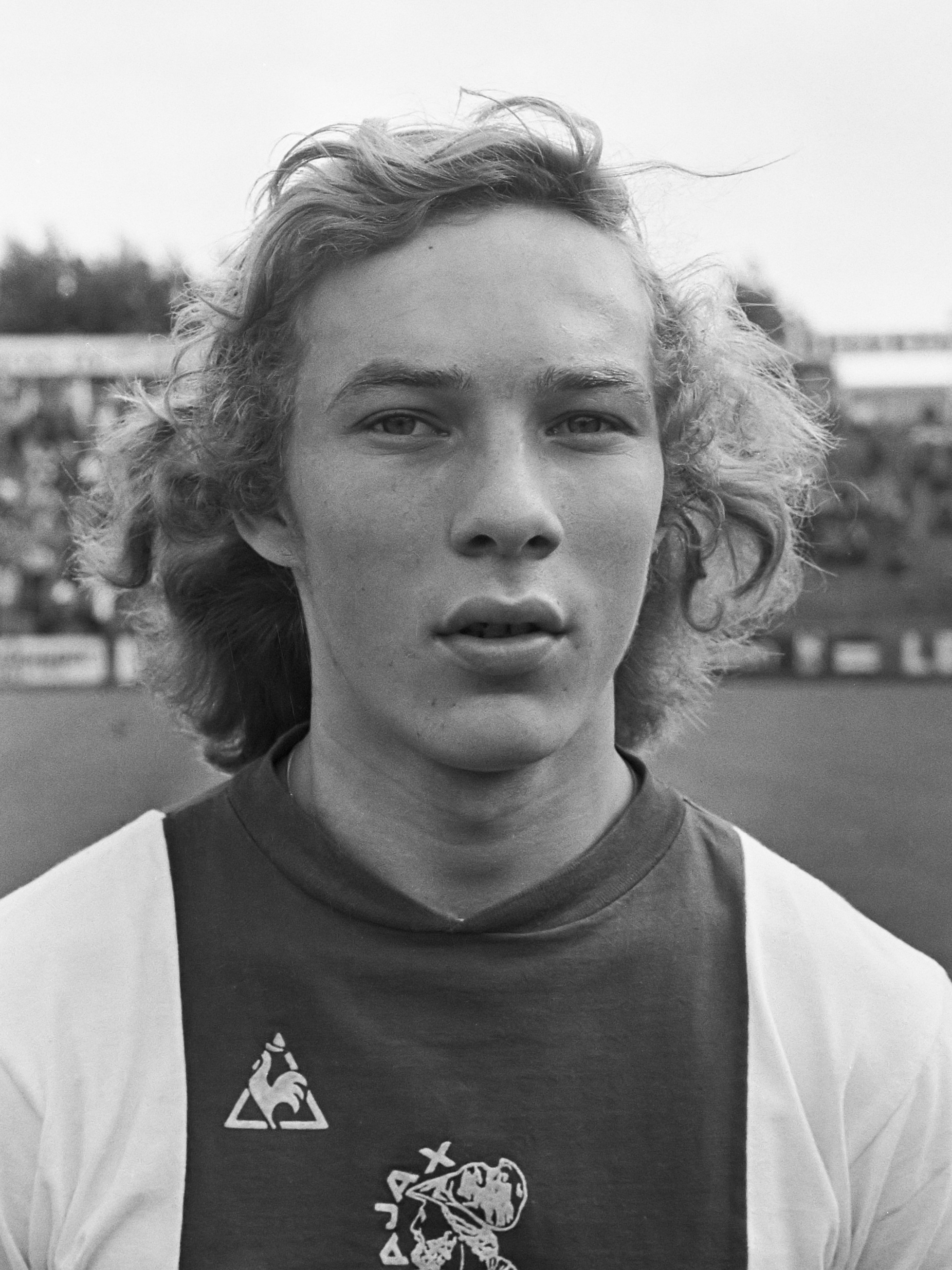
Хенк ван Сантен

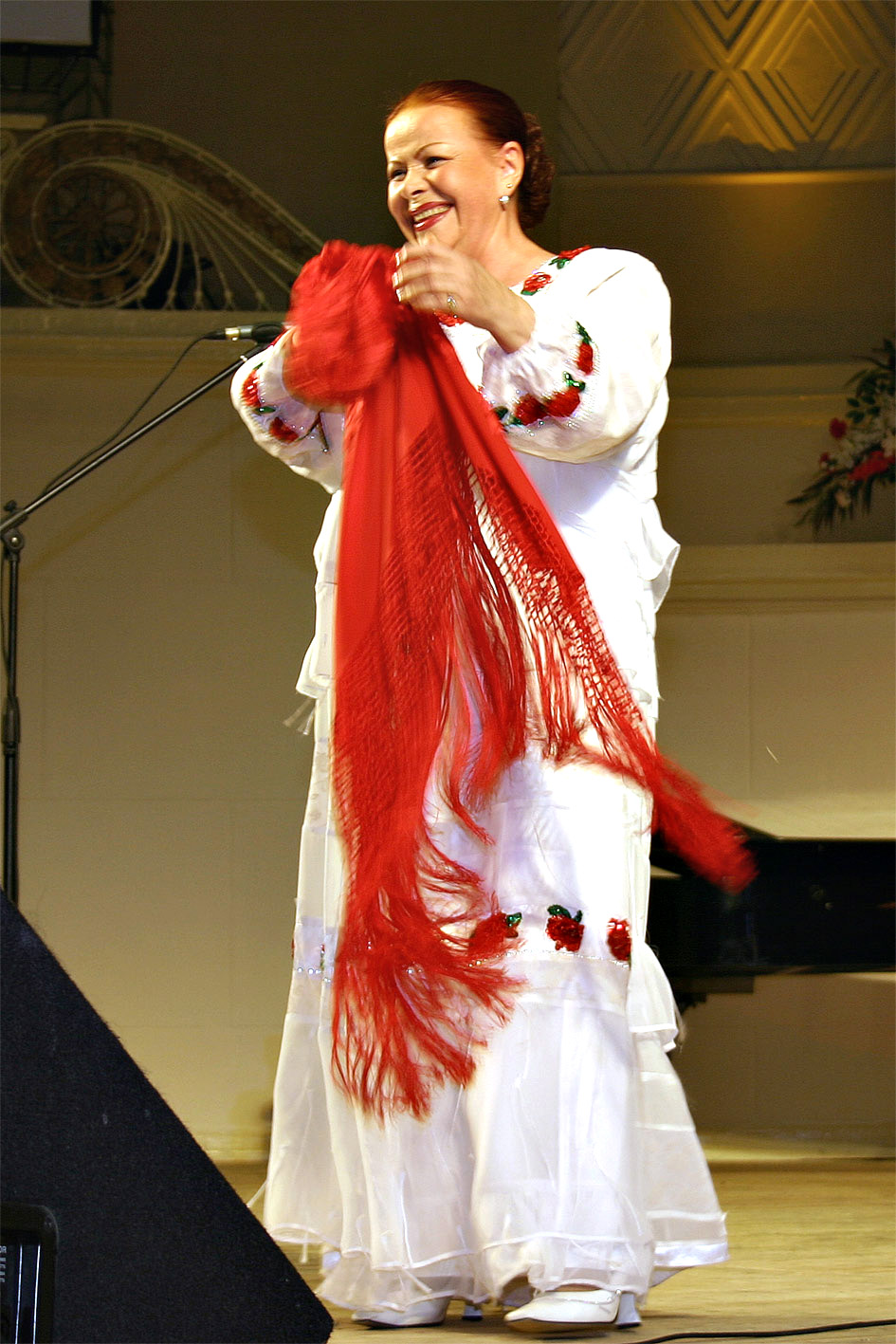
Александра Стрельченко

- Бартов, Александр Владимирович (67) — русский художник[431].
- Бевингтон, Дэвид (88) — американский литературовед[432].
- Белл, Карл (71) — американский психиатр[433].
- Бенгтссон, Гундер (73) — шведский футбольный тренер[434].
- Бодегас, Роберто (86) — испанский кинорежиссёр, сценарист, актёр и продюсер[435].
- Гуляев, Анатолий Сергеевич (84) — советский и российский актёр и режиссёр, артист Пензенского драматического театра (c 1960 года)[436].
- Дадрян, Ваагн (93) — американский социолог[437].
- Ершин, Шахбаз Алимгереевич (92) — советский и казахстанский учёный в области механики, доктор технических наук (1974), профессор (1977), академик АН Казахстана (2003), заслуженный деятель науки Казахской ССР (1984)[438].
- Костецкий, Давид (38) — польский профессиональный боксёр, чемпион мира; самоубийство[439].
- Обхраи, Дипак (69) — канадский государственный деятель, депутат Палаты общин Канады (с 1997 года)[440].
- Рабинович, Шошанна (86) — литовская и израильская свидетельница Холокоста, автор мемуаров[441].
- Руа-Вьенно, Жослен (63) — канадский государственный деятель, лейтенант-губернатор Нью-Брансуика (с 2014 года)[442].
- Сантен, Хенк ван (64) — нидерландский футболист, игравший в клубах «Аякс» и «Твенте»[443].
- Стори, Роб (83) — новозеландский государственный деятель, министр транспорта (1990—1993)[444].
- Стрельченко, Александра Ильинична (82) — советская и российская эстрадная певица, народная артистка РСФСР (1984)[445].
- Хахаев, Билал Насруллаевич (85) — советский и российский инженер и учёный в области процессов и аппаратов нефтегазодобычи на сверхбольших глубинах, лауреат Государственной премии СССР в области науки и техники[446].

## 1 августа

Олег Ноговицын

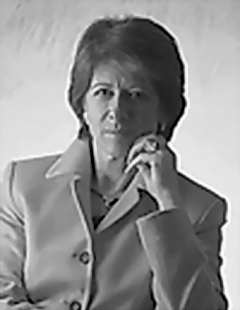
Аннемари Хубер-Хоц

- Аль-Яфи, Мунир — йеменский повстанческий деятель, лидер Южного движения, убит[447].
- Абди Осман, Абдурахман — сомалийский государственный деятель, министр торговли и промышленности Сомали (2015—2017), мэр Могадишо (с 2018 года); убит[448].
- Алексидзе, Леван Андреевич (93) — советский и грузинский юрист, академик НАН Грузии (2001)[449].
- Вишковский, Рихард (90) — чешский архитектор[450].
- Гиббонс, Йен (67) — британский рок-музыкант, клавишник группы Kinks[451].
- Динулеску, Пуси (76) — румынский писатель[452].
- Дуновская, Ханна (60) — польская актриса[453].
- Маврин, Сергей Анатольевич (68) — российский социальный педагог, доктор педагогических наук, профессор ОмГПУ[454].
- Месяц, Валентин Карпович (91) — советский партийный и государственный деятель, министр сельского хозяйства СССР (1976—1985), первый секретарь Московского обкома КПСС (1985—1990)[455].
- Ноговицын, Олег Михайлович (64) — российский философ[456].
- Пеннебейкер, Донн Аллан (94) — американский кинорежиссёр-документалист, обладатель почётной премии «Оскар» (2012)[457].
- Перлеберг, Гюнтер (84) — немецкий гребец-байдарочник, чемпион летних Олимпийских игр в Риме (1960)[458].
- Поуп, Морис (93) — южноафриканский и британский лингвист, один из видных исследователей критского письма[459].
- Раун, Андерс (71) — датский учёный-компьютерщик, соразработчик исчисления длительности[англ.][460].
- Саммерс, Лью (72) — новозеландский скульптор[461].
- Сапата, Родольфо (87) — аргентинский певец и актёр[462].
- Тукиб, Хесус (89) — филиппинский католический прелат, архиепископ Кагаян-де-Оро (1988—2006)[463].
- Фелунг, Баррингтон (65) — австралийский композитор[464].
- Хубер-Хоц, Аннемари (70) — швейцарский государственный деятель, федеральный канцлер Швейцарии (2000—2007)[465].
- Хьюгарт, Барри (85) — американский писатель-фантаст[466].
- Целлер, Людвиг (92) — чилийский поэт[467].
- Чжа Цюаньсин (94) — китайский электрохимик, академик Китайской академии наук (1980)[468].
- Эату, Саду (77) — камерунский государственный деятель, премьер-министр Камеруна (1991—1992)[469].